# 2023年のスポーツ
< 2023年
2023年のスポーツ（2023ねんのスポーツ）では、2023年（令和5年）のスポーツ関連の出来事についてまとめる。
- 年度別スポーツ記事一覧

2023年前後：2022年のスポーツ - 2023年のスポーツ - 2024年のスポーツ

## できごと

### 1月
- 2日・3日 - 【陸上競技・駅伝】 第99回箱根駅伝（東京・大手町⇔箱根・芦ノ湖往復）で、駒澤大学が2年ぶり8度目の総合優勝を飾り、史上5校目となる大学駅伝三冠（出雲駅伝・全日本大学駅伝・箱根駅伝）を達成した[1]。なお競技終了後の優勝会見の最後で現監督の大八木弘明が今年3月限りで退任することを表明。後任には現コーチの藤田敦史が4月1日付で就任した[2][3]。
- 7日 - 【ラグビー】 花園ラグビー場（大阪府東大阪市）で行われた第102回全国高等学校ラグビー大会決勝で東福岡高等学校（福岡）が41-10で報徳学園高等学校（兵庫）に勝ち6年ぶり7回目の優勝[4]。
- 8日 - 【ラグビー】 国立競技場（東京都新宿区）で行われた第59回全国大学ラグビー選手権・決勝で帝京大学が早稲田大学を73-20で降し2大会連続11度目の優勝を飾った[5]。
- 13日 - 【プロボクシング】 主要4団体〈世界ボクシング協会（WBA）、世界ボクシング評議会（WBC）、世界ボクシング機構（WBO）、国際ボクシング連盟（IBF）〉統一バンタム級世界王者の井上尚弥（大橋ジム）がこの日、神奈川県横浜市内で記者会見を行い、「主要4団体統一世界バンタム級王座を同日付で返上すると共に、スーパーバンタム級に階級を変更する」ことを発表した[6]。
- 15日
  - 【陸上競技・マラソン】  アメリカ合衆国・テキサス州ヒューストンで行われたヒューストン・マラソン（英語版）で新谷仁美（積水化学）が2時間19分24秒の日本歴代2位の記録で優勝。日本女子選手の2時間20分切りは2005年のベルリンマラソンで2時間19分12秒の野口みずき以来17年4か月ぶりで、30代選手の2時間20分切りは日本選手初[7]。
  - 【カーリング】 ワールドカーリングツアーの最高峰カテゴリーに位置付けられる「グランドスラム・オブ・カーリング」のカナディアン・オープン（ カナダ・アルバータ州カムローズ）女子決勝に於いて、日本の「Team Satsuki FUJISAWA（ロコ・ソラーレ）[注 1]」が地元カナダの「Team Kerri EINARSON」を5-3で下し、日本、そしてアジア人チームとして初となるカーリンググランドスラム大会優勝を果たした[8][9]。
- 22日 - 【パラスポーツ・テニス】 四大大会シングルス通算28勝、パラリンピック車いすテニス競技男子シングルスに於いて金メダル3個獲得[注 2]という生涯ゴールデンスラムに輝くなど、ウィルチェアテニスの第一人者として世界的にその名を知らしめた車いすテニス選手の国枝慎吾（UNIQLO）がこの日、自らのTwitterを更新して「（念願のウインブルドン優勝を果たし）もう十分やりきった」として世界ランキング1位のまま現役を引退することを表明した[10][11]。

### 2月
- 3日 - 【ラグビー】 ジャパンラグビーリーグワン DIVISION 2に所属する日野レッドドルフィンズは、2日前の1日に一部ウェブメディアに酒席トラブルに関する報道がなされたことを受け無期限の活動休止にすることを発表。また4日にAGFフィールド（東京都調布市）で開催予定だったリーグ戦第5節の対江東戦の出場も辞退[12]。その後オンラインで行った会見で今回の件について謝罪したが、報道の一部については否定した[13]。さらに3月3日には今季の残り試合の全中止をLEAGUE ONE側が発表した。これにより来季は自動的にDIVISION 3に降格となる[14]。
- 5日 - 【スキー】 ノルディックスキーFISジャンプワールドカップ女子個人第17戦（ ドイツ・ヘッセン州ヴィリンゲン）に於いて、伊藤有希（土屋ホーム）が2017年以来の通算6勝目を挙げると共に、2位に丸山希（北野建設）、3位に髙梨沙羅（クラレ）と日本選手が入り、日本女子スキージャンプ史上初となる表彰台独占[注 3]となった[15]。
- 10日 - 【バスケットボール】 バスケットボール女子日本リーグ（Wリーグ）は、前日の9日に一部スポーツ紙がリーグに所属するシャンソン化粧品シャンソンVマジックの選手が大量に欠場し異常事態に陥っていると報じた件について公式サイトで「ファンの皆様にご心配をお掛けしていることをお詫びすると共に、チームについては昨年末から情報公開が不十分であるとして状況説明を再三求めていた」とした上で「2月25日の次回公式戦（対富士通）までにチームから今回の件についてプレスリリースがある」とした[16]。その後、22日になってシャンソン側が「方向性の違い」を理由に監督の李玉慈と藤岡麻菜美ら7選手の退団を発表した。退団した7選手についてはリーグ側が今後も選手として活動できるようサポートするとした[17][18]。
- 14日 - 【体操】 2020年東京オリンピック体操競技日本代表の平岩優奈（イーグル）はこの日、自身が運営する YouTubeチャンネル にて「選手としての目標であったオリンピックや世界選手権に出場した後、モチベーションの維持が難しくなった」と語り、現役を引退したことを公表した[19]。
- 16日 - 【空手道】 全日本空手道連盟はこの日、2020年東京オリンピック空手競技日本代表として同競技「形」種目に出場し、金メダルを獲得した喜友名諒（劉衛流龍鳳会）が1月30日付で連盟に選手引退届を提出したことを発表[20]。その後、3月17日に沖縄空手会館（沖縄県豊見城市）に於いて喜友名の引退記者会見を開催した[21]。
- 19日 - 【スノーボード】 2023年フリースタイルスキー&スノーボード世界選手権（英語版）（ ジョージア・バクリアニ（グルジア語版））初日の女子スノーボード・アルペンパラレル大回転にて、三木つばき（キャタラー）が決勝でダニエラ・ウルビング（英語版）（ オーストリア）を下し、日本人選手初となる同種目優勝を果たした[22]。
- 26日 - 【陸上競技・マラソン】 大阪マラソン2023（大阪府庁前スタート→大阪城公園フィニッシュ）・男子で、初マラソンの西山和弥（トヨタ自動車）が2時間06分45秒で日本人最高となる6位に入賞し、昨年の同大会で星岳（コニカミノルタ）が記録した2時間07分31秒を46秒上回り、日本男子初マラソン最高記録を更新した[23]。
- 27日 - 【ゴルフ】  韓国出身で、2011年からJLPGAツアーに参戦。通算21勝を挙げ、2015年・2016年と2年連続で賞金女王にも輝いたイ・ボミが今シーズン限りでJLPGAツアーから引退することを所属先の延田グループが発表[24]。10月19日開幕の『NOBUTA GROUP マスターズGCレディース』（兵庫県三木市・マスターズGC）が日本での最後の試合となったが、初日の大叩きが響いて通算11オーバー、99位タイで予選落ちし、有終の美を飾ることはできなかった[25]。

### 3月
- 3日 - 【パラスポーツ・テニス】 日本政府はこの日、車いすテニス世界4大大会（グランドスラム）とパラリンピック車いすテニス競技の男子シングルス全制覇のゴールデンスラムを達成した元車いすテニス選手の国枝慎吾（UNIQLO）に対し、『パラスポーツの社会的認知度向上とその発展に著しく貢献した』として、「国民栄誉賞」を授与する旨閣議決定したことを内閣官房長官・松野博一の定例記者会見にて発表した[26][27]。また国枝への国民栄誉賞授与式は17日に内閣総理大臣官邸にて執り行われ、内閣総理大臣・岸田文雄より賞状と楯などが贈られた[28]。→1月22日の出来事も参照
- 4日 - 【スノーボード】 2023年フリースタイルスキー&スノーボード世界選手権（ ジョージア・バクリアニ）最終日の男子スノーボード・ビッグエアにて、長谷川帝勝（STANCER）が決勝で177.25点をマーク、男女を通して日本人選手初となる同種目優勝を果たした[29]。
- 5日 - 【陸上競技・マラソン】 東京マラソン2023（東京都庁前スタート→東京駅前行幸通りフィニッシュ）が行われ、男子はデソ・ゲルミサ（ エチオピア）が、女子はローズマリー・ワンジル（英語版）[注 4]（ ケニア）がそれぞれ優勝。日本勢では、男子が山下一貴（三菱重工）の7位、女子が松田瑞生（ダイハツ）の6位が最高順位だった[30]。車いすマラソンの男子はマルセル・フグ（ スイス）、同女子はマニュエラ・シャー（同）がそれぞれ優勝。
- 8日 - 【柔道】 ウルフ・アロン[注 5]（2020年東京オリンピック男子100kg級金メダリスト）などの選手が所属する了徳寺大学柔道部はこの日、「2023年4月1日付にて名称を『SBC湘南美容クリニック柔道部』へ変更する」ことを発表。これは同大学理事長にSBC湘南美容クリニックグループ代表：相川佳之が同年1月11日付で就任[32][33] したことに伴うもの[34]。
- 13日 - 【カーリング】 女子カーリングチーム「ロコ・ソラーレ」（Loco Solare, TEAM FUJISAWA）を運営する一般社団法人『ロコ・ソラーレ』（代表理事：本橋麻里）はこの日、男子カーリングチーム「ロコ・ドラーゴ」（Loco Drago）の結成並びに参加メンバー4名を公式サイトに於いて発表した[35][36]。
- 23日
  - 【陸上競技】 ワールドアスレティックス（世界陸連）は、思春期に男子として過ごしたトランスジェンダー選手の女子競技出場の禁止と、女子選手の男性ホルモンのテストステロン値規制強化を発表[37]。
  - 【スケート】 2023年世界フィギュアスケート選手権（埼玉県さいたま市中央区・さいたまスーパーアリーナ）のペアに於いて三浦璃来・木原龍一（木下グループホールディングス）が合計222.16点で大会初優勝を果たすと共に、国際スケート連盟（ISU）公式国際大会である「グランプリファイナル」（ イタリア・トリノ）及び「四大陸選手権」（ アメリカ合衆国・コロラドスプリングス）と併せて1シーズン全制覇となる年間グランドスラムを日本人選手として初めて達成した[38]。
- 26日 - 【ゴルフ】 日本女子プロゴルフ協会（以下、JLPGAと表記）ツアーの「アクサレディスゴルフトーナメント in MIYAZAKI」（宮崎県宮崎市・UMKCC）に於いて、本大会に主催者推薦により出場していた山内日菜子（ライク）がトータル10アンダーでプロ入り8年目で悲願の初優勝。JLPGAツアー大会での主催者推薦出場者による優勝は1998年「カトキチクイーンズゴルフトーナメント」（香川県・坂出CC）の上田珠代以来で史上4人目[39]。また山内は前年シード落ち選手が翌年度のツアー出場権を得るためのクオリファイングトーナメント（QT）[注 6]での今年度の順位が181位であり、JLPGAのQT制度が2002年に導入されて以後、今回の山内の優勝は“最もQTランキングが低い選手によるツアー優勝”という壮挙ともなった[40][41]。
- 28日 - 【プロボクシング】 元WBA世界ミドル級スーパー王者で、2012年ロンドン五輪同級金メダリストの村田諒太（帝拳ジム）が東京都文京区の東京ドームホテルで現役引退を発表。今後は解説者として活動する一方、これまでの知識や経験をボクシングの枠にとらわれず社会に還元したいとした[42][43]。
- 30日 - 【レスリング】 リオデジャネイロオリンピック女子69kg級金メダリストの土性沙羅（東新住建）がこの日、自らのSNSに於いて、「これまでの競技人生を振り返ってやり切ったといえる」と綴り、今月を以てレスリング選手を引退し、所属先の東新住建を退職すると共に、出身地である三重県松阪市に帰郷し、4月1日付で同市の市役所職員に転身することを発表した[44][45]。

### 4月
- 1日 - 【陸上競技】 第48回中央大学・日本体育大学定期対抗陸上競技大会（神奈川県横浜市青葉区・日本体育大学健志台キャンパス陸上競技場）の女子棒高跳において、諸田実咲（アットホーム）が同競技の日本記録を11年ぶりに更新する4m41を記録[注 7][46]。
- 3日
  - 【スキー】 スキージャンプでワールドカップ通算30勝及び二度の総合優勝を誇り、前年の北京五輪男子ノーマルヒル金メダリストの小林陵侑は、この日、2022-23シーズン終了を機に所属先の土屋ホームを退職し、プロフェッショナル選手としてスタートすることを自身の公式サイトにて発表した[47]。
  - 【陸上競技】 陸上競技女子中長距離で3種目の日本記録保持者[注 8]である田中希実はこの日、東京都内で記者会見を行い、「3月末で豊田自動織機を退職し、4月よりスポーツ用品メーカーのニューバランス所属のプロフェッショナル選手として競技活動を行う」ことを宣言した[48]。
- 7日 - 【陸上競技】アメリカ合衆国で開催された陸上競技大会「Ron & Sharlene Allice Trojan Invitational」（カリフォルニア州・フェリックスフィールド&ロカースタジアム）女子ハンマー投にて、2022年2月に日本国籍を取得したアメリカ合衆国出身のアイリス・ジョイ・マッカーサー（南カリフォルニア大学大学院）が69m89を投げ、2004年に室伏由佳（ミズノ=当時）が樹立した67m77を19年ぶりに更新する日本新記録を樹立した[49]。
- 16日 - 【ゴルフ】JLPGAツアー大会の『KKT杯バンテリンレディスオープン』（熊本県菊池郡菊陽町・熊本空港CC）最終日に於いて、2位スタートの岩井明愛（Honda）が通算7アンダーで逆転優勝し、JLPGAツアーでは前年に2勝していた双子の実妹である岩井千怜（同）[注 9]と合わせて史上初となる“双子の姉妹プロによるツアー優勝”[注 10]の壮挙を達成した[50]。
- 29日 - 【カーリング】  韓国・江原道江陵市にて開催されていた『2023年世界ミックスダブルスカーリング選手権大会』（江陵カーリングセンター）最終日の決勝戦に日本チーム（松村千秋【中部電力】／谷田康真【日本カーリング協会[注 11]】組）が進出し、アメリカ合衆国チーム（コリー・ティーシー（英語版）／コーリー・ドロップキン（英語版）組）との決戦に挑んだ。試合ではアメリカチームに主導権を握られて終始圧倒される展開となり8-2で敗戦となったが、日本カーリング史上初となるミックスダブルス種目での銀メダル獲得となった[51]。

### 5月
- 1日
  - 【卓球】 全日本選手権の女子シングルスにて5度の優勝、オリンピックの女子団体戦にて3大会連続メダルを獲得[注 12]、2017年の世界選手権（ ドイツ・デュッセルドルフ）では吉村真晴（琉球アスティーダ）とのペアで出場した混合ダブルスで優勝するなど日本女子卓球の第一人者として活躍し、世界卓球界にその名を高めた卓球選手の石川佳純（全農）がこの日、自身のInstagramにて「4月のマカオでの国際大会を最後に現役を引退することを決めた」と明らかにし、23年間の選手生活に終止符を打つことを発表[52][53]。その後、18日に引退記者会見を行った[54]。
  - 【スケート】 フィギュアスケート・アイスダンスにて2020年からコンビを組み、2022年の全日本選手権で優勝した村元哉中及び髙橋大輔（共に関西大学カイザーズフィギュアスケートクラブ）の両選手はこの日、所属チームの公式SNSにアップロードした動画に於いて「今シーズン限りでふたりとも現役を引退することを決めた」ことを報告[55]。2日に両選手による引退記者会見を実施した[56]。
  - 【柔道】 ウクライナ柔道連盟はこの日、ロシアによるウクライナ侵攻を受けてロシアとベラルーシの両国が各スポーツの国際競技連盟からの制裁措置として各々の種目の国際試合・大会から締め出されているにもかかわらず（詳細はこちらを参照）、国際柔道連盟（IJF）が7日より開催予定の世界選手権（ カタール・ドーハ）に於いて『個人資格の「中立」選手』として両国の代表選手の出場を認めたことに対し、「ロシアの柔道代表の大半は軍の選手であり、『平和への架け橋』と認め難い」として世界選手権をボイコットする意思を表明した[57][58]。
  - 【陸上競技】 2021年の日本クロスカントリー選手権（シニア8km）優勝者で、東京オリンピック及び前年の世界選手権（ アメリカ合衆国・オレゴン州ユージーン）の中距離種目に日本代表として出場するなど中距離ランナーとして活躍した陸上競技選手の萩谷楓（エディオン）がこの日更新した自身のTwitterにて、「4月末で現役を引退し、エディオンを退職した」ことを発表した[59][60]。
- 14日 - 【ゴルフ】 JLPGAツアー大会の『RKB×三井松島レディス』（福岡県福岡市東区・福岡CC）最終日に於いて、岩井明愛及び岩井千怜（共にHonda）の双子姉妹と、前年度年間女王の山下美夢有（加賀電子）が揃って通算11アンダーで本戦を終了、この結果、山下と岩井姉妹の三者によるプレーオフとなり日本女子プロゴルフ史上初となる“姉妹プロによるブレーオフ”にもつれ込む形となった（なお、日本男子ツアーでは1989年の『ジーン・サラゼン・ジュンクラシック』（栃木県・ジュンクラシックCC）にて尾崎健夫と尾崎直道（共に日東興業=当時）による兄弟プレーオフが一度だけ実現した例がある〈結果は次兄の健夫が優勝した[61]〉）。三者によるプレーオフでは2ホール目に岩井千怜がバーディーを決めて今季初勝利（ツアー通算3勝目）を挙げた[62]。
- 15日 - 【アイスホッケー】 アジアリーグに所属するひがし北海道クレインズの運営会社がこの日、債権者から釧路地方裁判所に第三者破産を申し立てられた。債権者は給与未払いになっている選手やスタッフで、信用調査会社・東京商工リサーチ釧路支店によると2022年3月期決算で約1億8千万円の債務超過に陥っていたという[63][64]。またチームの大半の選手やスタッフが釧路市内に新設されたチームへの移籍を希望しており、翌16日には新チームへ参戦できるよう嘆願書をリーグへ提出し受領された[63][65]。
- 28日 - 【ゴルフ】 JLPGAツアー大会の『リゾートトラストレディス』（静岡県浜松市西区［現・中央区］・グランディ浜名湖GC）最終日に於いて、山下美夢有（加賀電子）が通算21アンダーで優勝し、前週の『ブリヂストンレディスオープン』（愛知県豊田市・中京GC石野コース）に続いての2週連続優勝を果たす。なおブリヂストンレディス及びリゾートトラストレディスはいずれも4日間競技[注 13]大会であったが、JLPGAツアーにて2週連続4日間大会を優勝[注 14]したのは今回の山下が史上初のケースとなった[66][67]。また山下は今回の優勝で21歳299日にして生涯獲得賞金が4億円を突破し、ツアー史上最年少での4億円プレーヤー[注 15]となった[66][67]。

### 6月
- 3日 - 【陸上競技】 第107回日本陸上競技選手権大会（大阪府大阪市東住吉区・ヤンマースタジアム長居）3日目の女子三段跳決勝で、森本麻里子（内田建設AC）が同競技の日本記録を24年ぶりに更新する14.16mを記録し優勝[注 16][68]。
- 4日 - 【陸上競技】 第107回日本選手権大会最終日の男子110mハードル決勝で、泉谷駿介（住友電工）が2021年の同大会で自身が記録した従来の日本記録・13秒06を0.2秒上回る13秒04を記録し優勝[69]。
- 6日 - 【ゴルフ】 PGAツアーとLIVゴルフ、ヨーロピアンツアーは共同声明で統合することで合意した[70][71]。
- 8日 - 【テニス】 2023年全仏オープンテニス（ フランス・パリ ローラン・ギャロス）混合ダブルス決勝戦に於いて、ティム・プッツ（ドイツ語版）（ ドイツ）／加藤未唯（ 日本・ザイマックス）組がマイケル・ヴィーナス（ ニュージーランド）／ビアンカ・アンドレースク（ カナダ）に2-1（4-6, 6-4, 10-6）で勝利し、初優勝。自身にとって初となる四大大会制覇であり、かつ日本人選手として本大会史上3人目となる優勝者[注 17]となった[72]。
- 18日 - 【バドミントン】 日本バドミントン協会（NBA）はこの日開催した評議員会及び理事会に於いて、第5代Jリーグチェアマン（日本プロサッカーリーグ理事長） を務めた村井満を外部より招聘し、同日付で新会長・代表理事に就任させるなどの役員改選を決議し、承認した[73][74]。
- 22日 - 【バレーボール】 国際バレーボール連盟（FIVB）はこの日、2025年から2028年の3年間のオフィシャルカレンダーについてリリースを行い、「バレーボール世界選手権」の開催形式をこれまで『4年に一度、オリンピック中間年（偶数年）の開催』方式だったものを2025年より『2年に一度、奇数年毎の開催』方式に改めること及び、「男子・女子の世界選手権本大会の出場国枠を前回（2022年大会）から増加して32か国とする」ことを決定した。また「2028年ロサンゼルスオリンピック」の出場国（男女12か国）決定方式について「開催国（アメリカ合衆国）以外に、2026年開催の各大陸選手権優勝国、2027年世界選手権上位3か国、世界ランキング上位3か国」とすることなどを併せて承認したことをオフィシャルサイトにて発表した[75][76]。
- 23日 - 【総合】 日本スポーツ協会（JSPO）はこの日開催した定時評議員会及び臨時理事会に於いて、第15代会長を務めた伊藤雅俊（味の素会長）が退任し、第16代会長として遠藤利明（自由民主党代議士）を就任させるなどの役員改選人事を決議した[77][78]。
- 28日 - 【柔道】 全日本柔道連盟（以下、全柔連と表記）はこの日開催した評議員会及び臨時理事会に於いて、第5代会長の山下泰裕が名誉会長に就き、山下の後任となる第6代会長として中村真一（日鉄物産社長）を就任させるなどの役員改選人事を決議した[79][80]。
- 29日 - 【五輪・柔道】 全柔連はこの日開催した強化委員会に於いて『2024パリオリンピック柔道競技日本代表選手』についての審議を行い、その結果、阿部一二三（男子66kg級／パーク24）、角田夏実（女子48kg級／SBC湘南美容クリニック）、阿部詩（女子52kg級／パーク24）、新添左季（女子70kg級／自衛隊体育学校）の4名を翌年7月に開催される予定のパリオリンピック日本代表選手として内定することを決定し、同日発表した[81][82]。
- 30日
  - 【プロボクシング】 日本ボクシングコミッション（以下、JBCと表記）及び日本プロボクシング協会（以下、JPBAと表記）はこの日東京都文京区内で行った共同の実行委員会で、5月14日にシャトレーゼ ガトーキングダム サッポロ（札幌市北区）で行われた興行で、JBCに申請し承認されたナイジェリア人プロボクサー2人がプロ経験のない替え玉であったこと、またJBC職員が試合前にパスポートの確認を怠っていたことを発表。興行を主催した平仲ボクシングスポーツジム会長の平仲信明は「大変申し訳ありませんでした」と謝罪。JBCは今後平仲とマッチメーカーを務めたボビー・オロゴンに対して処分を検討。平仲は「どんな処分でも受け入れる」と表明した。また、6月11日にKBS京都ホール（京都市上京区）で行われた興行では異なる重量のグローブを対戦選手に渡し、勝利した選手がライセンス停止処分中だったこと、さらに前日計量で契約体重を超過した選手に認められていない再計量を行っていたことも判明した。こうしたJBCの不祥事続きに対して、JPBA会長のセレス小林（小林昭司）は「今後のJBCの対応次第では関係を絶ち、独自で興行を実施するかも知れない。JBCに選手の命を預けられない」と最後通告した[83][84]。
  - 【陸上競技】 陸上競技の国際サーキット大会「ダイヤモンドリーグ・アスレティッシマ」（ スイス・ヴォー州ローザンヌ／スタッド・オランピック・ドゥ・ラ・ポンテーズ）がこの日開催され、男子110mハードルで日本から出場した泉谷駿介（住友電工）が13秒22を記録し1位となり、日本人男子選手かつトラック競技で初めてダイヤモンドリーグでの優勝を果たした[85]。

### 7月
- 3日 - 【ボウリング】 全日本ボウリング協会（JBC）はこの日、6月14日に開催した定時評議員会に於いて「2024年4月1日をもって、協会の名称を『公益財団法人 JAPAN BOWLING』と改めることを決議した」ことを発表した[86][87]。これに合わせて同協会会長の北川薫名義で「2024年に設立60周年を迎えることを機に、全ての人にボウリングの魅力を提供し、新しい時代に向けた革新と挑戦を進める決意を示す」旨のメッセージを発した[86][87]。
- 7日 - 【バドミントン】 日本バドミントン協会（NBA）は、「協会評議員が本年6月で任期切れを迎えることとなっており、本来ならば6月18日に開催した定期評議員会にて全員を改選していなければならないところ、協会事務局が評議員の任期満了の期日を誤って解釈していた為に改選が実施されていなかった」ことをこの日発表した。これを受けて協会側は「次期評議員の選任までは、前任評議員が権利・義務の行使の資格を有する」とした上で、前任の評議員会にて6月に審議された協会役員改選事項などの決議は有効であるとし、早急に新しい評議員を選任するための手続きに入ることを明示した[88][89]。→6月18日の項も参照。
- 14日 - 【陸上競技】 「2023年アジア陸上競技選手権大会」（ タイ・バンコク／スパチャラサイ国立競技場）の女子走幅跳に於いて、秦澄美鈴（ 日本／シバタ工業）が6回目の試技で6m97をマークし、同大会金メダルを獲得すると同時に池田久美子【現姓・井村】（当時スズキ）が2006年の「IAAFグランプリ大阪大会」（大阪市東住吉区・長居陸上競技場）でマークした6m86を17年ぶりに更新する日本新記録を樹立した[90]。
- 16日 - 【陸上競技】 陸上競技の国際サーキット大会「ダイヤモンドリーグ」（ ポーランド・シロンスク県ホジュフ／シレジア競技場）がこの日開催され、女子やり投で日本から出場した 北口榛花（日本航空）が6回目の投擲で67m04を投げて自身が2019年にマークした66mを4年ぶりに更新する日本新記録を樹立すると共に、ダイヤモンドリーグ通算4勝目（今季2勝目）を挙げた[91]。
- 18日 - 【総合】 2026年に オーストラリアで開催予定であった第23回コモンウェルスゲームズの開催地・ビクトリア州は開催費用の想定外の高騰を理由に開催権を返上した[92][93][94][95]。
- 27日 - 【フェンシング】 「2023年世界フェンシング選手権大会（英語版）」（ イタリア／ロンバルディア州ミラノ）女子個人サーブルに於いて、江村美咲（ 日本／立飛ホールディングス）が決勝戦でデスピナ・ヨルヤドゥ（英語版）（ ギリシャ）に15 - 11で勝利し、前回大会に続く2年連続2回目の優勝を果たし、日本選手として初の世界選手権連覇を達成した[96][97]。
- 30日 - 【フェンシング】 「2023年世界フェンシング選手権大会」最終日（ イタリア／ロンバルディア州ミラノ）、男子フルーレ団体に於いて、日本は決勝戦で中国に勝利し初の金メダルを獲得[98]。

### 8月
- 20日 - 【陸上競技】 「第19回世界陸上競技選手権大会」（ ハンガリー・ブダペスト：ナショナル・アスレチックス・センター）男子400m予選に出場した佐藤拳太郎（富士通）が44秒77を出して準決勝進出を決めると共に、高野進（当時東海大学教員）が1991年の日本選手権決勝に於いて樹立し、陸上競技トラック種目で最古の日本記録[注 18]となっていた44秒78を32年ぶりに更新する日本新記録を樹立した[99]。
- 21日 - 【水泳】 男子飛込競技の第一人者として1996年アトランタオリンピックから2020年東京オリンピックまで6大会に出場、2001年の世界選手権（福岡市）では3m飛板飛込にて銅メダルを獲得するなどの実績を持つ飛込選手の寺内健（ミキハウス）がこの日、膝の故障などを理由にして「本年9月の日本選手権（栃木県宇都宮市・日環アリーナ栃木）を最後に現役を引退する」ことを発表した[100]。
- 23日 - 【陸上競技】 「第19回世界陸上競技選手権大会」（ ハンガリー・ブダペスト：ナショナル・アスレチックス・センター）女子5000m予選に於いて、田中希実（ニューバランス）が14分37秒98の同競技日本記録[注 19]を更新し6着に入り決勝進出[101]。
- 24日 - 【プロボクシング】 JBCは7月25日に有明アリーナ（東京都江東区）で開催された「スティーブン・フルトン 対 井上尚弥」戦の前座で行われた8回戦（58.5kg契約）の岩下千紘（駿河男児） 対 高原裕之（千里馬神戸）の試合について、一度は岩下の第4ラウンド1分40秒テクニカルノックアウト勝ちとしたが、試合終了後に高原が所属する千里馬神戸ジムから「第1ラウンドにおいて高原が喫したダウンは岩下のパンチでなく、高原のスリップによるダウンであること」及び「ラウンド終了ゴング後に岩下が高原に攻撃を浴びせた」として抗議文が提出されたため、JBCが改めて試合映像を検証した結果、「第1ラウンドにおける高原のダウンをスリップダウンとし、終了ゴング後の岩下のパンチは故意ではないが悪質な反則の意思によるものであった」として当該試合を無効試合とすると共に、当該試合のレフェリーを務めていた染谷路明について「試合進行上の適切な措置などを怠った」として戒告処分、また岩下が所属する駿河男児ジムマネージャーに対して「再発防止のために適切な指導を行うよう」に指示するなどの裁定を下したことを発表した[102]。
- 25日 - 【陸上競技】 「第19回世界陸上競技選手権大会」（ ハンガリー・ブダペスト：ナショナル・アスレチックス・センター）女子やり投決勝に於いて、北口榛花（日本航空）が最終6回目の投擲で66m73を投げて1位となり、オリンピック並びに世界選手権を通して日本女子選手として初となるフィールド種目及び投擲種目での金メダルを獲得すると共に、日本陸上競技連盟（以下、日本陸連と表記）の規定により2024年パリオリンピック日本代表選手に内定した[103]。
- 27日 - 【プロレス】 この日名古屋国際会議場（名古屋市熱田区）で行われた全日本プロレスの大会[注 20]の第5試合「全日本プロレスTV認定6人タッグ選手権&KO-D6人タッグ選手権 ダブルタイトルマッチ」で、DDTに所属している赤井沙希・坂口征夫・岡谷英樹組（KO-D6人タッグ王者）が勝利、全日本プロレスTV認定6人タッグ王座との6人タッグ2冠王者となった赤井は女子選手として初めて全日本のタイトルを獲得した[104]。

### 9月
- 1日 - 【水泳】「第99回日本選手権水泳競技大会飛込競技」（栃木県宇都宮市・日環アリーナ栃木）初日の男子シンクロ板飛び込みに於いて、オリンピック6回出場の寺内健（ミキハウス）が坂井丞（同）のコンビで8度目の優勝。寺内は本大会前に現役引退を発表しており、この競技を最後に33年間の現役選手生活に終止符を打った[105]。→8月21日の項も参照。
- 2日
  - 【バスケットボール】 「2023年FIBAバスケットボール・ワールドカップ」（ 日本／ フィリピン／ インドネシア3か国開催）の順位決定リーグO組最終戦が沖縄アリーナ（沖縄県沖縄市）で行われ、日本がカーボベルデを80対71で降して大会通算成績を3勝2敗としてアジアエリア最上位となった。この結果、日本は2024年パリオリンピック男子バスケットボール競技への出場権を獲得し、1976年モントリオールオリンピック以来48年ぶりとなる自力出場[注 21]を決定した[106]。
  - 【柔術】 ブラジリアン柔術の世界大会「ワールドマスター柔術選手権」[注 22]（ アメリカ合衆国・ネバダ州ラスベガス）のマスター4青帯ライト級で、日本から出場したお笑い芸人の福島善成（ガリットチュウ）が初優勝[107]。
- 3日 - 【ゴルフ】 JLPGAツアーの「ゴルフ5レディスプロゴルフトーナメント」（北海道美唄市・ゴルフ5カントリー美唄コース）最終日の競技に於いて、1打差2位からスタートした19歳の櫻井心那（ニトリ）が逆転優勝してJLPGAツアー3勝目（プロ4勝目[注 23]）を挙げ、これにより櫻井は19歳7か月にしてツアー3勝目となり、宮里藍、畑岡奈紗に続く3人目の10代女子選手のツアー3勝[注 24]以上の壮挙を達成した[109]。
- 8日
  - 【自転車】 第37回ツール・ド・北海道第1ステージレース（旭川市→上川郡新得町）に於いて、中央大学所属の選手が空知郡上富良野町の路上コースにて先行車を追い抜こうとしたところで対向車に衝突する事故が発生。当該選手は直ちに病院へ搬送されたが、翌9日に死亡が確認された[110]。これを受けて主催の公益財団法人ツール・ド・北海道協会は第1ステージを中止とし[111]、その後予定されていた第2（帯広市→常呂郡置戸町）・第3ステージ（北見市→上川郡当麻町）共に中止とし、全てのレース日程の開催を取り止めることを決定した[112]。
  - 【陸上競技】 陸上競技の国際サーキット大会「ダイヤモンドリーグ・メモリアルヴァンダム」（ ベルギー・ブリュッセル／ボードゥアン国王競技場）が開催され、女子やり投に於いて北口榛花（日本航空）が最終投擲で67m38をマークし、自身が6月にポーランド・シレジア大会で記録した67m04を更新する今年2度目の日本新記録を樹立した[113]。また同日には女子5000mに於いて田中希実（ニューバランス）が同大会初参戦で日本人初となる14分30秒の壁を破る14分29秒18で3位に入線。自身が8月の世界選手権の同種目で樹立した14分37秒98を大きく更新する日本新記録を樹立した[114]。
- 16日 - 【陸上競技】 陸上競技の国際サーキット大会「ダイヤモンドリーグ・ファイナル」（ アメリカ合衆国・オレゴン州ユージーン・ヘイワード・フィールド）の女子やり投に於いて北口榛花（日本航空）が63m78をマークし優勝、日本人選手初のダイヤモンドリーグファイナル優勝を果たした[115]。
- 24日
  - 【陸上競技・マラソン】 「第49回ベルリンマラソン」（ ドイツ・ベルリン）がこの日開催され、女子の部で昨年同大会覇者のティギスト・アセファ（英語版）（ エチオピア）が2時間11分53秒で優勝し大会連覇を果たすと共に、ブリジット・コスゲイ（ ケニア）が2019年の「シカゴマラソン」でマークした2時間14分04秒の女子世界記録を大幅に更新する世界新記録を樹立した[116]。
  - 【ゴルフ】 男子プロゴルフ世界三大ツアー[注 25]の一つである「DPワールドツアー」の「カズーオープンdeフランス」（ フランス・パリ／ル・ゴルフ・ナショナル（フランス語版））最終日に於いて久常涼（SBSホールディングス）が通算14アンダーで優勝し、青木功（日本電建=当時）、松山英樹（LEXUS）に続く日本選手3人目のDPワールドツアー制覇を達成した[117]。

### 10月
- 3日 - 【陸上競技】 アジア競技大会（ 中国・浙江省杭州市）の陸上競技女子棒高跳決勝において、諸田実咲（アットホーム）が4月に自身が記録した日本記録・4m41を上回る4m48を記録し銀メダルを獲得[118]。
- 5日 - 【体操競技】 2023年世界体操競技選手権（ ベルギー・アントウェルペン）男子個人総合に於いて、橋本大輝（順天堂大学）が6種目合計86.132点をマークし、2年連続となるこの種目の金メダルを獲得して内村航平[注 26]以来となる通算4人目の大会連覇を達成[119]。
- 7日 - 【バレーボール】 「パリオリンピックのバレーボール男子予選 POOL-B」（ 日本・東京都渋谷区・国立代々木第一体育館）第6日目となったこの日の日本 対 スロベニア戦に於いて、日本がセットカウント3-0で勝利して最終日（アメリカ合衆国と対戦）の試合を待たずしてこの組での2位以内に入ることが確定。これにより日本男子代表はパリ五輪の出場権を獲得。自力出場は2008年北京五輪以来16年ぶりとなる[注 27][120]。
- 8日 - 【陸上競技・マラソン】 シカゴマラソン（ アメリカ合衆国・イリノイ州シカゴ）のエリート男子の部で、23歳のケルビン・キプタム（ ケニア）が前年9月のエリウド・キプチョゲ（同）がベルリンマラソンで記録した2時間01分09秒を34秒更新する2時間00分35秒の世界最高記録で優勝した[121]。
- 12日 - 【競馬】 前年12月に自身のInstagramなどで2023年一杯での引退を表明していた騎手のランフランコ・デットーリ（ イタリア出身、 イギリス拠点）がこの日更新したX（旧Twitter）において、引退を撤回し2024年は アメリカ合衆国・カリフォルニア州にあるサンタアニタパーク競馬場を拠点に活動すると表明した[122]。
- 13日 - 【五輪】 第141次IOC総会（ インド・マハーラーシュトラ州ムンバイ）で2028年ロサンゼルスオリンピックの追加競技として、野球・ソフトボール、クリケット、ラクロス、フラッグフットボール、スカッシュの追加が承認された[123]。野球・ソフトボールは2021年東京五輪以来、クリケットは1900年パリ五輪以来、ラクロスは1908年ロンドン五輪以来の採用、フラッグフットボールとスカッシュは初採用となる。
- 14日 - 【陸上競技・駅伝】 第100回箱根駅伝予選会（東京都立川市・陸上自衛隊立川駐屯地→国営昭和記念公園）で史上最多となる57校が参加して行われたが、今回門戸が開放された関東圏以外の大学では京都産業大学の27位が最高で、予選通過となる上位13校に入ることはできなかった[124]。関東勢では東京農業大学が10年ぶり[125]、日本大学が4年ぶりの出場を果たした一方[126]、東京国際大学が予選落ちとなった[127]。
- 15日 - 【陸上競技・マラソン】 2024年パリオリンピック陸上競技マラソン日本代表決定戦となる「マラソングランドチャンピオンシップ」（東京都新宿区・国立競技場発着）がこの日午前に開催され、男子の部では小山直城（Honda）が2時間8分57秒で1位に入着し、2位に赤﨑暁（九電工）が入着した[128]。また女子の部は鈴木優花（第一生命グループ）が2時間24分09秒で1位に入着し、2位には一山麻緒（資生堂）が入着[129]、大会2位以内が条件となっていたパリオリンピックマラソン日本代表入りをそれぞれ内定させた。
- 16日 - 【五輪・近代五種】 第141次IOC総会（ インド・マハーラーシュトラ州ムンバイ）で2028年ロサンゼルスオリンピックにて近代五種の馬術にかわる種目として、日本のテレビ番組『SASUKE』をベースとした障害物レースを採用することを決定した[130]。
- 20日 - 【水泳】 アーティスティックスイミングでオリンピックに3大会連続で出場し、2016年リオ五輪ではチームおよびデュエットで銅メダルを獲得、2022年の世界選手権ではソロテクニカルルーティン・フリールーティンで金メダルを獲得した乾友紀子（井村アーティスティックスイミングクラブ）がこの日、現役引退を発表[131]。今後は指導者として後進の育成にあたる。
- 28日 - 【ハンドボール】 ハンドボールパリ五輪男子アジア予選（ カタール）決勝で、日本がバーレーンに32-29で勝利しパリ五輪の出場権を獲得[132]。自力出場は1988年ソウル五輪以来36年ぶりとなる[注 28]。

### 11月
- 8日 - 【アメリカンフットボール】 関東学生アメリカンフットボール連盟はこの日行った臨時の理事会において、複数の部員による違法薬物事件を引き起こした日本大学アメフト部について今季の資格停止にすると同時に、リーグ1部上位の「TOP8」から1部下位の「BIG8」に降格、さらにけん責処分にすることを決定した[133][134]。
- 19日 - 【ゴルフ】 JGTOツアー『ダンロップフェニックストーナメント』（宮崎県宮崎市・フェニックスCC）最終日で、単独首位からスタートした日本大学4年在学中のアマチュア・杉浦悠太がこの日4バーディー、2ボギー、1ダブルボギーのパープレーで回り、通算12アンダーで優勝。アマチュア選手の優勝は大会史上初、さらに日本男子ツアーでは前年9月のパナソニックオープンゴルフチャンピオンシップ、及び10月の日本オープンゴルフ選手権競技での蟬川泰果以来史上7人目となる。また杉浦は大会終了後の優勝スピーチでプロ転向宣言した。なおアマチュアが優勝したため、2位タイに入った蟬川と中島啓太が1位と2位の賞金合計6000万円を分け合った[135][136][137]。
- 26日 - 【ゴルフ】 JLPGAツアーシーズン最終戦の「JLPGAツアーチャンピオンシップ リコーカップ」（宮崎県宮崎市・宮崎CC）最終日に於いて単独首位からスタートした山下美夢有（加賀電子）が通算10アンダーで優勝し、前年に続く大会2連覇を果たすと共に、シーズン全試合終了によるメルセデスランキングのポイントを3,117.19ポイント、年間獲得賞金も2億1355万4215円とした。この結果、山下は前年に続いて年間ポイント及び獲得賞金の両部門でも1位となり、2年連続で両部門の年間女王の座に輝いた。2年連続年間女王は2015年・2016年のイ・ボミ（ 韓国／延田グループ）以来7年ぶり8人目、日本人選手としては2000年 - 2005年の不動裕理が6年連続の2年目の2001年以来22年ぶりとなった[138][139]。
- 28日 - 【アメリカンフットボール】 日本大学本部競技スポーツ運営委員会はこの日開催した運営会議に於いて、部員の違法薬物所持事件で逮捕者を出した同校アメリカンフットボール部「日本大学フェニックス」を廃部することを決定。決定事項は直ちに監督の中村敏英ら幹部に伝えられた[140]。その後、12月15日に開催された日本大学本部理事会に於いて「日本大学フェニックス」を正式に廃部とすることが決議された[141]。これにより1940年（昭和15年）創設以来83年の伝統を誇り、監督として采配を揮った名将・篠竹幹夫（2006年没）の下で数々のタイトルを獲得し、幾多の名選手を輩出して日本のアメフト史に燦然とその名を記す強豪チームとして知られた同部は消滅する。

### 12月
- 3日 - 【陸上競技・マラソン】 この日開催された福岡国際マラソン（福岡市中央区・平和台陸上競技場発着）で、同市東区千早の折り返し地点を通過した日本人選手が後方から来た大会監察車両にはねられる事故があった。当該選手は転倒したがすぐに立ち上がり、無事完走。しかしその後の診察で右ひじ解放骨折で全治3か月と診断された。大会事務局は「事故について弁解の余地はない。当該選手、沿道で観戦していた方々及び関係者等に大変申し訳ない」と謝罪した。なお負傷した選手の名前は明かしていない。福岡県警東署が事故について調べている[142][143][144]。その後監察車両を運転していた男性は2024年5月8日に自動車運転処罰法違反（過失運転致傷）の疑いで書類送検された[145]。
- 9日 - 【卓球】 日本卓球協会（JTTA）は、毎年1月開催の「全日本卓球選手権大会」の開催方式[注 29]について、この日開催した理事会で討議を行い、2025年1月の開催方式について「東京で男女シニアのシングルス及び男女ジュニアを6日間の日程で開催し、3日間のインターバルを設けた後に会場を愛知県豊田市に移して男女シニアのダブルス及び混合ダブルスを4日間開催する」という分離開催形式を採用することを決定した[146][147]。同協会ではこの形式を2025年・2026年の2年間でトライアル実施し、今後の方針を決める模様[147]。
- 10日 - 【陸上競技】 第107回日本選手権大会の男子10000m（東京都新宿区・国立競技場）で、塩尻和也（富士通）が27分9秒80の同種目日本記録を更新し優勝、2位の太田智樹（トヨタ自動車）、3位の相澤晃（旭化成、前日本記録保持者）も従来の記録である27分18秒75を上回る記録でフィニッシュした[148]。
- 17日 - 【アメリカンフットボール】 第78回毎日甲子園ボウルが阪神甲子園球場（兵庫県西宮市）で行われ、関西学院大学ファイターズ（西日本代表）が、61-21で法政大学オレンジ（東日本代表）を降し大会史上初の6連覇で34回目の優勝[149]。
- 24日 - 【陸上競技・駅伝】 全国高校駅伝の大会実行委員会は、2024年の大会（男子第75回・女子第36回）から出場校を58校（都道府県代表47校+地区代表11校）に増やす一方、外国人留学生の出場については男女共に最短区間（3 km）に限定することを発表。外国人留学生については1995年大会から1人に限定して出場を認めていたが、2008年大会からは最長区間の1区への出場を禁じていた[150]。

## アメリカンフットボール

### 米国の大会
- 第57回スーパーボウル（2月12日、アリゾナ州グレンデール・ステートファーム・スタジアム）
  - カンザスシティ・チーフス（AFC西地区、3季ぶり3度目） 38-35 フィラデルフィア・イーグルス（NFC東地区）[151]

### 日本の大会
- 第76回ライスボウル（1月3日、東京都文京区・東京ドーム）
  - 富士通フロンティアーズ（大会連覇・2年連続7度目） 29-21 パナソニック インパルス[152]
- 第78回毎日甲子園ボウル（12月17日、兵庫県西宮市・阪神甲子園球場）
  - 関西学院大学ファイターズ（西日本代表、6年連続34度目） 61-21 法政大学オレンジ（東日本代表）[153]

## ボートレース
SG・プレミアムGI【PGI】・レディースオールスター・レディースチャレンジカップ競走・賞金女王シリーズ戦の優勝者についてのみまとめるものとする。
| グレード | 競走名                                                                 | 開催競艇場 | 期間            | 優勝者                                              |
| -------- | ---------------------------------------------------------------------- | ---------- | --------------- | --------------------------------------------------- |
| PGI      | 第4回ボートレースバトルチャンピオントーナメント競走（BBCトーナメント） | びわこ     | 1月12日 - 15日  | 松井繁（大阪）                                      |
| GII      | 第7回レディースオールスター                                            | 蒲郡       | 2月21日 - 26日  | 長嶋万記（静岡）                                    |
| SG       | 第58回鳳凰賞競走（ボートレースクラシック）                             | 平和島     | 3月16日 - 21日  | 土屋智則（群馬）                                    |
| PGI      | 第24回名人戦競走（マスターズチャンピオン）                             | 若松       | 4月18日 - 23日  | 井口佳典（三重）                                    |
| SG       | 第50回笹川賞競走（ボートレースオールスター）                           | 芦屋       | 5月23日 - 28日  | 石野貴之（大阪）                                    |
| SG       | 第33回グランドチャンピオン決定戦競走（グランドチャンピオン）           | 徳山       | 6月20日 - 25日  | 礒部誠（愛知）                                      |
| SG       | 第28回オーシャンカップ競走                                             | 児島       | 7月18日 - 23日  | 羽野直也（福岡）                                    |
| PG1      | 第37回女子王座決定戦競走（レディースチャンピオン）                     | 津         | 8月1日 - 6日    | 遠藤エミ（滋賀）                                    |
| SG       | 第69回モーターボート記念競走（ボートレースメモリアル）                 | 福岡       | 8月22日 - 27日  | 馬場貴也（滋賀）                                    |
| PG1      | 第10回ヤングダービー競走（ヤングダービー）                             | 下関       | 9月19日 - 24日  | 上條暢嵩（大阪）                                    |
| SG       | 第70回全日本選手権競走（ボートレースダービー）                         | 蒲郡       | 10月24日 - 29日 | 峰竜太（佐賀）                                      |
| GII      | 第10回レディースチャレンジカップ競走                                   | 三国       | 11月21日 - 26日 | 長嶋万記（静岡）                                    |
| SG       | 第26回チャレンジカップ競走                                             | 三国       | 11月21日 - 26日 | 片岡雅裕（香川）                                    |
| SG GP    | 第38回賞金王決定戦競走（ボートレースグランプリ）                       | 住之江     | 12月19日 - 24日 | シリーズ 深谷知博（静岡） 決定戦 石野貴之（大阪）   |
| GIII PGI | 第12回賞金女王決定戦競走（クイーンズクライマックス）                   | 多摩川     | 12月26日 - 31日 | シリーズ 西橋奈未（福井） 決定戦 浜田亜理沙（埼玉） |

## 卓球
- 全日本卓球選手権大会（1月23日 - 29日、東京都渋谷区・東京体育館）
  - 男子シングルス優勝：戸上隼輔（明治大学）（2年連続2回目）[171]
  - 女子シングルス優勝：早田ひな（日本生命）（3年ぶり2回目）[172]
  - 男子ダブルス優勝：張本智和（IMG）&森薗政崇（BOBSON）〈初優勝〉[173]
  - 女子ダブルス優勝：伊藤美誠（スターツ）&早田ひな（日本生命）〈5大会連続5回目〉[174][注 30]
  - 混合ダブルス優勝：張本智和（IMG）&早田ひな（日本生命）〈2年連続2回目〉[175]

## カーリング

### 日本国内
- 第40回日本カーリング選手権大会（1月28日 - 2月5日、北海道北見市・アドヴィックス常呂カーリングホール）
  - 男子決勝: SC軽井沢クラブ 6-2 北見協会（2年連続10回目）[176]
  - 女子決勝: ロコ・ソラーレ 7-5 SC軽井沢クラブ（2年連続4回目）[177]

## 柔道

### 日本国内
- 令和5年 全日本柔道選手権大会（4月29日、東京都千代田区・日本武道館）
  - 優勝: 王子谷剛志（九州・旭化成）（6年ぶり4回目）[178]
- 第38回 皇后盃全日本女子柔道選手権大会（4月23日、神奈川県横浜市中区・横浜武道館）
  - 優勝: 梅木真美（東京・ALSOK）（初優勝）[179]

## テニス

### グランドスラム
- 全豪オープン（1月16日 - 29日、 オーストラリア・メルボルン・メルボルン・パーク）
  - 男子シングルス優勝：ノバク・ジョコビッチ（ セルビア）（2年ぶり10回目）[180]
  - 女子シングルス優勝：アリーナ・サバレンカ（初優勝）[181]
  - 男子ダブルス優勝：リンキー・ヒジカタ&ジェイソン・クブラー（ オーストラリア）（初優勝）[182]
  - 女子ダブルス優勝：バルボラ・クレイチコバ&カテリナ・シニャコバ（ チェコ）（2年連続2回目）[183]
  - 混合ダブルス優勝：ルイーザ・ステファニー&ラファエル・マトス（ ブラジル）（初優勝）[184]
- 全仏オープン（5月28日 - 6月11日、 フランス・パリ・スタッド・ローラン・ギャロス）
  - 男子シングルス優勝：ノバク・ジョコビッチ（ セルビア）（2年ぶり3回目）[185]
  - 女子シングルス優勝：イガ・シフィオンテク（ ポーランド）（2年連続3回目）[186]
  - 男子ダブルス優勝：イワン・ドディグ（ クロアチア）&オースティン・クライチェック（ アメリカ合衆国）（初優勝）[187]
  - 女子ダブルス優勝：謝淑薇（ チャイニーズタイペイ）&王欣瑜（ 中国）（初優勝）[188]
  - 混合ダブルス優勝：加藤未唯（ 日本）& ティム・プッツ（ドイツ語版）（ ドイツ）（初優勝）[189]
- ウィンブルドン選手権（7月3日 - 7月16日、 イギリス・ロンドン・オールイングランド・ローンテニス・クラブ）
  - 男子シングルス優勝：カルロス・アルカラス（ スペイン）（初優勝）[190]
  - 女子シングルス優勝：マルケタ・ボンドロウソバ（ チェコ）（初優勝）[191]
  - 男子ダブルス優勝：ウェスリー・クールホフ（英語版）（ オランダ）&ニール・スクプスキ（英語版）（ イギリス）（初優勝）[192]
  - 女子ダブルス優勝：謝淑薇（ チャイニーズタイペイ）&バルボラ・ストリコバ（ チェコ）（4年ぶり2回目）[193]
  - 混合ダブルス優勝：マテ・パビッチ（ クロアチア）&リュドミラ・キチェノク（英語版）（ ウクライナ）（初優勝）[194]
- 全米オープン（8月28日 - 9月10日、 アメリカ合衆国・ニューヨーク・USTAビリー・ジーン・キング・ナショナル・テニス・センター）
  - 男子シングルス優勝：ノバク・ジョコビッチ（ セルビア）（5年ぶり4回目）[195]
  - 女子シングルス優勝：ココ・ガウフ（ アメリカ合衆国）（初優勝）[196]
  - 男子ダブルス優勝：ラジーブ・ラム（ アメリカ合衆国）&ジョー・ソールズベリー（ イギリス）（3年連続3回目）[197]
  - 女子ダブルス優勝：ガブリエラ・ダブロウスキー（ カナダ）&エリン・ルーリフ（ ニュージーランド）（初優勝）[195]
  - 混合ダブルス優勝：アンナ・ダニリナ（ カザフスタン）&ハリ・ヘリオバーラ（ フィンランド）（初優勝）[196]

## ラグビー

### ワールドカップ
- ラグビーワールドカップ2023（9月8日 - 10月28日、フランス）
  - 優勝：南アフリカ（2大会連続4度目）[198]

### JAPAN RUGBY LEAGUE ONE2022-2023
- JAPAN RUGBY LEAGUE ONE 2022-2023 DIVISION1プレーオフ決勝（5月20日、東京都新宿区・国立競技場）
  - クボタスピアーズ船橋・東京ベイ 17-15 埼玉パナソニックワイルドナイツ[199]

### 日本の学生ラグビー
- 第102回全国高等学校ラグビーフットボール大会・決勝（1月7日、大阪府東大阪市・東大阪市花園ラグビー場）
  - 東福岡高等学校（福岡県代表、6大会ぶり7度目） 41-10 報徳学園高等学校（兵庫県代表）[200]
- 第59回全国大学ラグビーフットボール選手権大会・決勝（1月8日、東京都新宿区・国立競技場）
  - 帝京大学（大会連覇・2大会連続11度目） 73-20 早稲田大学[201]

## ボクシング

### 日本のジム所属選手の世界戦
| 開催日   | 会場                                                                | タイトル種別                                                | 統括団体        | 対戦者                             | 結果                 | 対戦者                                                   |
| -------- | ------------------------------------------------------------------- | ----------------------------------------------------------- | --------------- | ---------------------------------- | -------------------- | -------------------------------------------------------- |
| 1月6日   | 大阪府大阪市浪速区 エディオンアリーナ大阪                           | IBF世界ミニマム級 タイトルマッチ                            | IBF             | 重岡銀次朗 （5位/ワタナベ）        | △3回2分48秒無効試合△ | ダニエル・バジャダレス （王者/ メキシコ）                |
| 1月6日   | 大阪府大阪市浪速区 エディオンアリーナ大阪                           | WBO世界ミニマム級 タイトルマッチ                            | WBO             | 谷口将隆 （王者/ワタナベ）         | ★2回1分4秒TKO☆       | メルビン・ジェルサレム （2位/ フィリピン）               |
| 3月30日  | 東京都文京区 後楽園ホール                                           | WBO女子世界アトム級 タイトルマッチ                          | WBO             | 黒木優子 （王者/YuKOフィットネス） | ☆判定3-0★            | 鈴木菜々江 （8位/シュウ）                                |
| 4月8日   | 東京都江東区 有明アリーナ                                           | WBA世界バンタム級 王座決定戦                                | WBA             | 井上拓真 （2位/大橋）              | ☆判定3-0★            | リボリオ・ソリス （3位/ ベネズエラ）                     |
| 4月8日   | 東京都江東区 有明アリーナ                                           | WBAスーパー・WBC世界ライトフライ級 タイトルマッチ           | WBA/WBC         | 寺地拳四朗 （王者/B.M.B）          | ☆9回0分58秒TKO★      | アンソニー・オラスクアガ （WBA4位/ アメリカ合衆国）      |
| 4月16日  | 東京都渋谷区 国立代々木競技場第二体育館                             | IBF世界ミニマム級 暫定王座決定戦                            | IBF             | 重岡銀次朗 （4位/ワタナベ）        | ☆9回2分55秒KO★       | レネ・マーク・クアルト （3位/ フィリピン）               |
| 4月16日  | 東京都渋谷区 国立代々木競技場第二体育館                             | WBC世界ミニマム級 暫定王座決定戦                            | WBC             | 重岡優大 （4位/ワタナベ）          | ☆7回0分25秒KO★       | ウィルフレド・メンデス （7位/ プエルトリコ）             |
| 5月20日  | アメリカ合衆国・ネバダ州ラスベガス MGMグランド・ガーデン・アリーナ  | WBO世界スーパーフライ級 王座決定戦                          | WBO             | 中谷潤人 （1位/M.T）               | ☆12回2分42秒TKO★     | アンドリュー・モロニー （2位/ オーストラリア）           |
| 6月13日  | 東京都文京区 後楽園ホール                                           | WBO女子世界スーパーフライ級 タイトルマッチ                  | WBO             | 晝田瑞希 （王者/三迫）             | ☆1回1分3秒TKO★       | ケーシー・モートン （1位/ アメリカ合衆国）               |
| 6月24日  | 東京都大田区 大田区総合体育館                                       | WBA世界スーパーフライ級 タイトルマッチ                      | WBA             | 井岡一翔 （6位/志成）              | ☆判定3-0★            | ジョシュア・フランコ （前王者/ アメリカ合衆国）          |
| 6月28日  | タイ・ラヨーン県                                                    | WBC世界ミニマム級 タイトルマッチ                            | WBC             | 田中教仁 （9位/三迫）              | ★8回2分11秒TKO☆      | パンヤ・プラダブスリ （王者/ タイ）                      |
| 7月25日  | 東京都江東区 有明アリーナ                                           | WBO世界フェザー級 タイトルマッチ                            | WBO             | 清水聡 （12位/大橋）               | ★5回1分8秒TKO☆       | ロベイシ・ラミレス · （王者/ キューバ）                  |
| 7月25日  | 東京都江東区 有明アリーナ                                           | WBC・WBO世界スーパーバンタム級 タイトルマッチ               | WBC/WBO         | 井上尚弥 （1位/大橋）              | ☆8回1分14秒TKO★      | スティーブン・フルトン （王者/ アメリカ合衆国）          |
| 8月5日   | 兵庫県神戸市中央区 神戸市立中央体育館                               | WBA・WBO女子世界アトム級 王座統一戦                         | WBA/WBO         | 黒木優子 （WBO王者/真正）          | ☆判定2-0★            | モンセラット・アラルコン （WBA王者/ メキシコ）           |
| 9月18日  | 東京都江東区 有明アリーナ                                           | WBO世界スーパーフライ級 タイトルマッチ                      | WBO             | 中谷潤人 （王者/M.T）              | ☆判定3-0★            | アルジ・コルテス （9位/ メキシコ）                       |
| 9月18日  | 東京都江東区 有明アリーナ                                           | WBAスーパー・WBC世界ライトフライ級 タイトルマッチ           | WBA/WBC         | 寺地拳四朗 （王者/B.M.B）          | ☆9回2分19秒TKO★      | ヘッキー・ブドラー （1位/ 南アフリカ共和国）             |
| 10月7日  | 東京都大田区 大田区総合体育館                                       | IBF世界ミニマム級 王座統一戦                                | IBF             | 重岡銀次朗 （暫定王者/ワタナベ）   | ☆5回2分15秒TKO★      | ダニエル・バジャダレス （正規王者/ メキシコ）            |
| 10月7日  | 東京都大田区 大田区総合体育館                                       | WBC世界ミニマム級 王座統一戦                                | WBC             | 重岡優大 （暫定王者/ワタナベ）     | ☆判定3-0★            | パンヤ・プラダブスリ （正規王者/ タイ）                  |
| 12月9日  | アメリカ合衆国・カリフォルニア州サンフランシスコ チェイス・センター | IBF女子世界バンタム級 タイトルマッチ                        | IBF             | 吉田実代 （10位/グリーソンズ）     | ☆判定3-0★            | エバニー・ブリッジス （王者/ オーストラリア）            |
| 12月26日 | 東京都江東区 有明アリーナ                                           | WBAスーパー・WBC・IBF・WBO世界スーパーバンタム級 王座統一戦 | WBA/WBC/IBF/WBO | 井上尚弥 （WBC・WBO王者/大橋）     | ☆10回1分2秒KO★       | マーロン・タパレス （WBAスーパー・ IBF王者/ フィリピン） |
| 12月31日 | 東京都大田区 大田区総合体育館                                       | WBA世界スーパーフライ級 タイトルマッチ                      | WBA             | 井岡一翔 （王者/志成）             | ☆7回2分44秒KO★       | ホスベル・ペレス （8位/ ベネズエラ）                     |

## モータースポーツ（自動車）
- 第91回ル・マン24時間レース決勝（6月10日・11日、 フランス・ル・マン市・サルト・サーキット/1周13.626 km）[223]
  - 総合優勝・HYPER CARクラス優勝：フェラーリ・499P 51号車 342周
  - LMP2クラス優勝：オレカ07・ギブソン 34号車 328周
  - LMP2 ProAmクラス優勝：オレカ07・ギブソン 45号車 322周
  - LMGTE Amクラス優勝：シボレー・コルベットC8.R 33号車 313周
  - INNOVATIVEクラス優勝：シボレー・カマロZL1 24号車 285周
- FIA F1世界選手権シリーズ
  - ドライバーズ・チャンピオン：マックス・フェルスタッペン（ オランダ、オラクル・レッドブル、575ポイント、3年連続3度目）[224]
  - コンストラクターズ・チャンピオン：オラクル・レッドブル（860ポイント、2年連続6度目）[225]
  - 日本グランプリ（9月22日 - 24日、三重県鈴鹿市・鈴鹿サーキット）
    - 優勝：マックス・フェルスタッペン（ オランダ、オラクル・レッドブル）[225]

## 体操
- 第77回全日本体操競技個人総合選手権大会（4月20日 - 23日、東京都渋谷区・東京体育館）
  - 男子個人総合優勝：橋本大輝（順天堂大学）171.497（3年連続3回目）[226]
  - 女子個人総合優勝：渡部葉月（筑波大学）106.963（初優勝）[227]
- 第62回NHK杯体操選手権（5月20日・21日、東京都渋谷区・東京体育館）
  - 男子優勝：橋本大輝（順天堂大学）255.595【全日本との合計】（3年連続3回目）[228]
  - 女子優勝：宮田笙子（順天堂大学）161.063【全日本との合計】（2年連続2回目）[229]

## ゴルフ
※公式戦のみ記載。

### 全米プロゴルフ協会（PGA）
- 第87回マスターズ・トーナメント（4月6日 - 9日、ジョージア州オーガスタ・オーガスタ・ナショナルGC/7545Yards, Par72）
  - 優勝：ジョン・ラーム（ スペイン） -12（276）※大会初優勝（メジャー2勝目）[230]
    - 日本勢で唯一予選を通過した松山英樹は-2（286）で16位タイ[230]
- 第105回全米プロゴルフ選手権（5月18日 - 21日、ニューヨーク州ロチェスター・オークヒルCC東コース/7394Yards, Par70）
  - 優勝：ブルックス・ケプカ（ アメリカ合衆国） -9（271）※4年ぶり3度目の優勝（メジャー5勝目）[231]
    - 日本勢最高は松山英樹の+5（285）で29位タイ[231]
- 第123回全米オープン（6月15日 - 18日、カリフォルニア州ロサンゼルス・ロサンゼルスCCノースコース/7421Yards, Par70）
  - 優勝：ウィンダム・クラーク（ アメリカ合衆国） -10（270）※メジャー初制覇[232]
    - 日本勢最高は永野竜太郎の+1（281）で20位タイ[232]
- 第151回全英オープン（7月20日 - 23日、 イングランド・ロイヤルリヴァプールGC（英語版）/7383Yards, Par71）
  - 優勝：ブライアン・ハーマン（英語版）（ アメリカ合衆国） -13（271）※メジャー初制覇[233]
    - 日本勢最高は松山英樹の-3（281）で13位タイ[233]

### 全米女子プロゴルフ協会（USLPGA）
- シェブロン選手権（4月20日 - 23日、テキサス州ヒューストン・ザ・クラブatカールストン・ウッズ ジャック・ニクラスシグネチャーコース/6884Yards, Par72）
  - 優勝：リリア・ヴ（英語版）（ アメリカ合衆国） -10（278）※エンジェル・イン（英語版）（ アメリカ合衆国）とのプレーオフを制しメジャー初制覇[234]
    - 日本勢最高は渋野日向子の+2（289）で28位タイ[234]
- 第69回KMPG全米女子プロゴルフ選手権（6月22日 - 25日、ニュージャージー州スプリングフィールド・バルタスロールGC/6621Yards, Par71）
  - 優勝：殷若寧（イン・ルオニン[注 31]、 中国） -8（276）※メジャー初制覇[236]
    - 日本勢最高は笹生優花の-7（277）で2位[235][236]
- 第78回全米女子オープン（7月6日 - 9日、カリフォルニア州ペブルビーチ・ペブルビーチGL/6509Yards, Par72）
  - 優勝：アリセン・コープス（英語版）（ アメリカ合衆国） -9（279） ※ツアー初優勝がメジャー大会の快挙[237]
    - 日本勢最高は畑岡奈紗の-3（285）で4位タイ[237]
- アムンディ・エビアン選手権（7月27日 - 30日、 フランス・エビアンリゾートGC/6527Yards, Par71）
  - 優勝：セリーヌ・ブティエ（英語版）（ フランス） -14（270）※メジャー初制覇[238]
    - 日本勢最高は畑岡奈紗と笹生優花の-7（277）で3位タイ[238]
- 第47回AIG女子オープン（8月10日 - 13日、 イングランド・ウォルトンヒースGC/6881Yards, Par72）
  - 優勝：リリア・ヴ（ アメリカ合衆国） -14（274）※今大会初優勝（メジャー2勝目）[239]
    - 日本勢最高は岩井明愛と畑岡奈紗の-2（286）で11位タイ[239]

### 日本ゴルフツアー機構（JGTO）
- 賞金王
  - 中島啓太 （ 日本・フリー）　1億8498万6179円（初） ※石川遼、松山英樹に次ぐ史上3番目の若さで賞金王獲得[240][241]
- 第23回日本ゴルフツアー選手権（6月1日 - 4日、茨城県笠間市・宍戸ヒルズCC西コース/7430Yards, Par71）
  - 優勝：金谷拓実（ 日本・Yogibo） -11（273） ※日本男子メジャー初制覇[242]
- 第90回日本プロゴルフ選手権大会（7月27日 - 30日、北海道恵庭市・恵庭CC/7441Yards, Par72）
  - 優勝：平田憲聖（ 日本・ELECOM） -11（277） ※日本男子メジャー初制覇、大会史上最年少（22歳246日）で優勝[243][244]
- 第88回日本オープンゴルフ選手権競技（10月12日 - 15日、大阪府茨木市・茨木CC西コース/7315Yards, Par70）
  - 優勝：岩﨑亜久竜（ 日本・フリー） -8（272） ※ツアー初優勝が日本男子メジャー大会の快挙[245]
- 第60回ゴルフ日本シリーズ（11月30日 - 12月3日、東京都稲城市・東京よみうりCC/7023Yards, Par70）
  - 優勝：蟬川泰果（ 日本・フリー） -15（265） ※今大会初優勝（日本男子メジャー2勝目）、大会史上最年少（22歳326日）で優勝[246]

### 日本女子プロゴルフ協会（JLPGA）
- 年間女王（メルセデス・ランキング1位）
  - 山下美夢有（ 日本・加賀電子） 3117.19Pts（2年連続2度目）[247][248]
- 第50回ワールドレディスチャンピオンシップ（5月4日 - 7日、茨城県つくばみらい市・茨城GC西コース/6780Yards, Par72）
  - 優勝：吉田優利（ 日本・セイコーエプソン） +1（289） ※日本女子メジャー初制覇[249]
- 第56回日本女子プロゴルフ選手権大会（9月7日 - 10日、長崎県長崎市・パサージュ琴海アイランドGC/6755Yards, Par72）
  - 優勝：神谷そら（ 日本・郵船ロジスティクス） -12（276） ※日本女子メジャー初制覇[250]
- 第56回日本女子オープンゴルフ選手権競技（9月28日 - 10月1日、福井県あわら市・芦原GC海コース/6528Yards, Par72）
  - 優勝：原英莉花（ 日本・NIPPON EXPRESSホールディングス） -15（273） ※3年ぶり2度目の優勝（日本女子メジャー3勝目）[251][252]
- 第45回JLPGAツアーチャンピオンシップ（11月23日 - 26日、宮崎県宮崎市・宮崎CC/6497Yards, Par72）
  - 優勝：山下美夢有 -10（278） ※大会連覇（日本女子メジャー3勝目）[248]

## 陸上競技

### マラソン
※MGCを除きJMCシリーズ加盟大会のみ記載。

#### パリ五輪代表内定選考会
- マラソングランドチャンピオンシップ（MGC、10月15日、東京都新宿区・国立競技場発着）
  - 男子五輪代表内定者：小山直城（Honda） 2時間08分57秒／赤﨑暁（九電工） 2時間09分06秒[128]
  - 女子五輪代表内定者：鈴木優花（第一生命グループ） 2時間24分09秒／一山麻緒（資生堂） 2時間24分43秒[129]

#### 男女同日開催
- 大阪マラソン2023（2月26日、大阪府大阪市中央区・大阪府庁前スタート→同区・大阪城公園フィニッシュ）
  - 男子優勝：ハイレマリアム・キロス（英語版）（ エチオピア） 2時間06分01秒（大会新記録）[253]
  - 日本勢最高：西山和弥（トヨタ自動車） 2時間06分45秒（6位・初マラソン日本最高記録・MGC出場権獲得）[23]
  - 女子優勝：ヘレントラ・ベケレ（ エチオピア） 2時間22分16秒[254]
  - 日本勢最高：渡辺桃子（天満屋） 2時間23分08秒（3位・MGC出場権獲得）[254]
- 東京マラソン2023（3月5日、東京都新宿区・東京都庁前スタート→千代田区・東京駅前行幸通りフィニッシュ）
  - 男子優勝：ゲソ・デルミサ（ エチオピア） 2時間05分22秒[255]
  - 日本勢最高：山下一貴（三菱重工） 2時間05分51秒（7位）[注 32][255]
  - 女子優勝：ローズマリー・ワンジル（英語版）（ ケニア） 2時間16分28秒[256]
  - 日本勢最高：松田瑞生（ダイハツ） 2時間21分44秒（6位）[注 32][257]

#### 男子
- 第71回別府大分毎日マラソン（2月5日、大分県大分市・大分マリーンパレス水族館（うみたまご）前スタート→大分市営陸上競技場（ジェイリーススタジアム）フィニッシュ）
  - 優勝：イブラヒム・ハッサン（ ジブチ） 2時間06分43秒（大会新記録・大会初優勝）[258]
  - 日本勢最高：市山翼（小森コーポレーション） 2時間07分44秒（3位・MGC出場権獲得）[259]
- 福岡国際マラソン2023（12月3日、福岡県福岡市中央区・平和台陸上競技場発着）
  - 優勝：マイケル・ギザエ（英語版）（ ケニア／スズキ） 2時間07分08秒（2年ぶり2度目）[260]
  - 日本勢最高：細谷恭平（黒崎播磨） 2時間07分23秒（4位）[260]
- 第54回防府読売マラソン（12月3日、山口県防府市・防府市スポーツセンター体育館（キリンレモンスタジアム ソルトアリーナ防府）前スタート→防府市スポーツセンター陸上競技場（キリンレモンスタジアム陸上競技場）フィニッシュ）
  - 優勝：川内優輝（ 日本・あいおいニッセイ同和損保） 2時間08分32秒（5年ぶり5度目）[261]

#### 女子
- 第42回大阪国際女子マラソン（1月29日、大阪府大阪市東住吉区・長居第2陸上競技場（ヤンマーフィールド長居）発着）[注 33]
  - 優勝：ヘヴン・ハイル・デッセ（ エチオピア） 2時間21分13秒[263]
  - 日本勢最高：安藤友香（ワコール） 2時間22分59秒（3位）[注 32][263]
- 名古屋ウィメンズマラソン2023（3月12日、愛知県名古屋市東区・バンテリンドーム ナゴヤ前スタート→バンテリンドーム ナゴヤ内フィニッシュ）
  - 優勝：ルース・チェプンゲティッチ（英語版）（ ケニア） 2時間18分08秒（大会連覇）[264]
  - 日本勢最高：鈴木亜由子（日本郵政グループ） 2時間21分52秒（2位）[注 32][264]

### 駅伝

#### 男女混合
- 第3回全国招待大学対校男女混合駅伝競走大会（2月19日、大阪府大阪市東住吉区・長居公園周回道路特設コース上スタート→長居第2陸上競技場（ヤンマーフィールド長居）フィニッシュ/6区間・20.0 km）
  - 優勝：日本体育大学 1時間00分50秒（大会新記録・大会初優勝）[265]

#### 男女同日開催
- 男子第74回・女子第35回全国高等学校駅伝競走大会（12月24日、京都府京都市右京区・京都市西京極総合運動公園陸上競技場兼球技場（たけびしスタジアム京都）発着/男子7区間・42.195 km/女子5区間・21.0975 km）
  - 男子優勝：佐久長聖高等学校（長野県） 2時間10分00秒（大会新記録・6年ぶり3度目）[266]
  - 女子優勝：神村学園高等部（鹿児島県） 1時間07分28秒（5年ぶり2度目）[267]

#### 男子
- 第67回全日本実業団対抗駅伝競走大会（1月1日、群馬県前橋市・群馬県庁前発着/7区間・100.0 km）
  - 優勝：Honda（東日本地区・埼玉県） 4時間48分06秒（大会連覇・2年連続2度目）[268]
- 第99回東京箱根間往復大学駅伝競走（1月2日・3日、東京都千代田区・読売新聞ビル前⇔神奈川県足柄下郡箱根町・芦ノ湖往復/往路5区間・107.5 km/復路5区間・109.6 km）
  - 総合優勝：駒澤大学 10時間47分11秒（2年ぶり8度目）[1]
  - 往路優勝：駒澤大学 5時間23分10秒（19年ぶり4度目）[269]
  - 復路優勝：駒澤大学 5時間24分01秒（10年ぶり10度目）[1]
- 第28回天皇盃全国都道府県対抗男子駅伝競走大会（1月22日、広島県広島市中区・広島平和記念公園発着/7区間・48.0 km）
  - 優勝：長野県 2時間17分10秒（大会新記録・大会連覇・2大会連続9度目）[270]
- 第35回出雲全日本大学選抜駅伝競走（10月9日、島根県出雲市・出雲大社正面鳥居前スタート→同市・出雲ドーム前フィニッシュ/6区間・45.1 km）
  - 優勝：駒澤大学 2時間07分51秒（大会新記録・2年連続5度目）[271]
- 第55回秩父宮賜杯全日本大学駅伝対校選手権大会（11月5日、愛知県名古屋市熱田区・熱田神宮西門前スタート→三重県伊勢市・伊勢神宮内宮宇治橋前フィニッシュ/8区間・106.8 km）
  - 優勝：駒澤大学 5時間09分00秒（4年連続16度目）[272][273]

#### 女子
- 第41回皇后盃全国都道府県対抗女子駅伝競走大会（1月15日、京都府京都市右京区・京都市西京極総合運動公園陸上競技場兼球技場（たけびしスタジアム京都）発着/9区間・42.195 km）
  - 優勝：大阪府 2時間15分48秒（8年ぶり4度目）[274]
- 第41回全日本大学女子駅伝対校選手権大会（10月29日、宮城県仙台市宮城野区・仙台市陸上競技場（弘進ゴム アスリートパーク仙台）発着/6区間・38.0 km）
  - 優勝：名城大学 2時間04分30秒（7年連続8度目）[275]
- 第43回全日本実業団対抗女子駅伝競走大会（11月26日、宮城県宮城郡松島町・松島町文化観光交流館前スタート→仙台市宮城野区・仙台市陸上競技場（弘進ゴム アスリートパーク仙台）フィニッシュ/6区間・42.195 km）
  - 優勝：積水化学（千葉県） 2時間13分33秒（2年ぶり2度目）[276]
- 第18回全日本大学女子選抜駅伝競走大会（12月30日、静岡県富士宮市・富士山本宮浅間大社前スタート→富士市・富士総合運動公園陸上競技場フィニッシュ/7区間・43.4 km）
  - 優勝：名城大学 2時間22分42秒（6年連続12度目）[277]

## 死去

### 1月
- 2日 - ケン・ブロック（ アメリカ合衆国、モータースポーツ〈レーシングドライバー、世界ラリー選手権で活躍〉、* 1967年）[278]
- 4日 - ロジー・ミッターマイヤー（ ドイツ【当時 西ドイツ】、アルペンスキー〈1976年インスブルック五輪で女子滑降、回転で二冠に輝く〉、* 1950年）[279]
- 6日 - ジャンルカ・ヴィアッリ（ イタリア、サッカー〈ユヴェントスFC、チェルシーFCなどでプレー、元同国代表〉、* 1964年）[280]
- 7日 - モデスト・エムバミ（ カメルーン、サッカー〈パリ・サンジェルマンFC、オリンピック・マルセイユなどでプレー、元同国代表。2000年シドニー五輪金メダリスト〉、* 1982年）[281]
- 10日 - ブラック・ウォリアー（ メキシコ、プロレス〈元CMLL世界トリオ王者〉、* 1969年）[282]
- 12日 - ゲリー・コーツィー（ 南アフリカ共和国、ボクシング〈元WBA世界ヘビー級王者〉、* 1955年）[283][284]
- 15日 - 山田嘉光（東京都、合気道〈アメリカ合衆国にて合気道普及活動を実施した〉、* 1938年）[285]
- 16日 - 池田英俊（福岡県、野球（元広島東洋カープ投手、広島、大洋ホエールズコーチ、中日ドラゴンズコーチ・スカウト）、* 1937年）[286]
- 17日 - ジェイ・ブリスコ（ アメリカ合衆国、プロレス〈ROHや新日本プロレス、プロレスリング・ノアで活躍。元GHCジュニアタッグ王者、NEVER無差別級6人タッグ初代王者〉、* 1984年）[287]
- 19日
  - ジル・ベイヤー（ フランス、フィギュアスケート〈元フランス代表チーム指導者〉、* 1957年）[288]
  - アントン・ウォークス（ イングランド、サッカー〈トッテナム・ホットスパーFCなどでプレー〉、* 1997年）[289]
- 20日 - サル・バンドー（ アメリカ合衆国、野球〈オークランド・アスレチックスなど内野手〉、* 1944年）[290]
- 21日
  - 大久保正陽（兵庫県、競馬〈元日本中央競馬会騎手・調教師。騎手として51勝、調教師として597勝を記録。三冠馬ナリタブライアンやメジロパーマーなどを管理。大久保龍志・日本中央競馬会調教師の実父〉、* 1935年）[291]
  - 金彦任重（ 韓国、野球〈投手。南海ホークスなどに在籍〉、* 1936年）[292]
- 22日 - マック・クリハラ（ アメリカ合衆国、ボクシング〈トレーナーとして薬師寺保栄らを指導〉、* 1932年）[293]
- 23日 - 門田博光（山口県、野球〈南海ホークス他2球団外野手、NPB通算で2,566安打及び567本塁打を記録。2006年に野球殿堂入り〉、* 1948年）[294][295]
- 27日 - 松尾英治（神奈川県、野球〈元読売ジャイアンツ投手。現同球団野球振興部参与・ジャイアンツアカデミー副校長。現役引退後一軍マネージャー、ゼネラルマネジャー補佐、選手寮長などを歴任〉、* 1964年）[296]
- 29日 - 岡村浩二（香川県[注 34]、野球〈阪急ブレーブス、東映フライヤーズで捕手としてプレー。1969年の日本シリーズ第4戦で本塁突入の判定を巡り球審の岡田功に暴力行為を働きシリーズ史上初の退場処分を受ける〉、* 1940年）[297][298]
- 30日 - ボビー・ハル（ カナダ、アイスホッケー〈アイスホッケー殿堂顕彰者、ナショナルホッケーリーグ（NHL）・シカゴ・ブラックホークスなどでプレー〉、* 1939年）[299]

### 2月
- 2日
  - ジャン＝ピエール・ジャブイーユ（ フランス、モータースポーツ〈元F1ドライバー。通算2勝。1979年のフランスGPでルノーF1に初のF1勝利をもたらす。またル・マン24時間レースにも参戦した経歴を持つ〉、* 1942年）[300][301]
  - ラニー・ポッフォ（ アメリカ合衆国、プロレス〈マッチョマン・ランディ・サベージの実弟として活躍した〉、* 1954年）[302]
- 10日 - 入来智（宮崎県、野球〈投手。近鉄バファローズ、読売ジャイアンツ、ヤクルトスワローズ等でプレー。読売ジャイアンツ在籍時に実弟の入来祐作（現・オリックス投手コーチ）と共に「入来兄弟」として話題に。2001年にはオールスターゲーム第1戦で球宴史上初の兄弟投手リレーを実現〉、* 1967年）[303]
- 14日 - ジェリー・ジャレット（ アメリカ合衆国、プロレス〈プロモーターとして息子のジェフ・ジャレットと共にTNA共同創設者となる〉、* 1942年）[304]
- 16日 - ティム・マッカーバー（ アメリカ合衆国、野球〈セントルイス・カージナルス、フィラデルフィア・フィリーズで捕手としてプレーし、引退後はMLBの解説者となる〉、* 1941年）[305]
- 19日 - グレッグ・フォスター（ アメリカ合衆国、陸上競技〈1984年ロサンゼルスオリンピック110mハードル銀メダリスト〉、* 1958年）[306]
- 21日 - アマンシオ・アマロ（ スペイン、サッカー〈元同国代表、レアル・マドリードなどでプレー〉、* 1939年）[307]
- 23日 - スリム・ボルグッド（ スウェーデン、モータースポーツ〈レーシングドライバーとして活動、また音楽家としてドラム奏者としても活動した〉、* 1946年）[308]
- 26日 - ボブ・リチャーズ[注 35]（ アメリカ合衆国、陸上競技〈棒高跳び選手。1952年ヘルシンキ五輪・1956年メルボルン五輪の二大会連続で金メダルを獲得〉、* 1926年）[309]

### 3月
- 1日 - ジュスト・フォンテーヌ（ モロッコ・ フランス、サッカー〈スタッド・ランスなどに所属、元同国代表選手〉（* 1933年）[310]
- 4日 - ロムアウド・アルピ・フィリョ（ ブラジル、サッカー〈サッカー審判員、1986年ワールドカップ決勝戦主審〉、* 1939年）[311]
- 5日
  - 笹原正三（山形県、アマチュアレスリング〈1956年メルボルン五輪フリースタイルフェザー級金メダリスト。日本レスリング協会会長、国際レスリング連盟副会長などを歴任〉、* 1929年）[312][313]
  - クラウス・ボンザック（ 東ドイツ、リュージュ〈1968年グルノーブルオリンピック男子2人乗り金メダリスト〉、* 1941年）[314]
- 6日 - 小保内聖子（岩手県、陸上競技〈砲丸投元日本記録保持者、1964年東京オリンピック女子同競技日本代表〉、* 1940年）[315]
- 9日 - 橋爪四郎（和歌山県、競泳〈1952年ヘルシンキ五輪男子1500メートル銀メダリスト。1992年国際水泳殿堂入り〉、* 1928年）[316]
- 10日
  - ヘスス・アルー（ ドミニカ共和国、野球〈ヒューストン・アストロズなど外野手〉、* 1942年）[317]
  - 藤井直伸（宮城県、バレーボール〈東レアローズセッター、2021東京オリンピック日本代表〉、* 1992年）[318]
  - 【訃報発信日】アントニン・ハイエク（ チェコ、スキージャンプ、* 1987年）[319]
- 12日
  - ディック・フォスベリー（ アメリカ合衆国、陸上競技〈走り高跳び選手。1968年メキシコ五輪金メダリスト。世界で初めて「背面跳び」を考案した人物〉、* 1947年）[320]
  - ロベルト・バルボン（ キューバ、野球〈阪急ブレーブスの内野手として1958年から3年連続パシフィック・リーグの盗塁王を獲得するなど活躍、引退後は同球団にてコーチ、職員として勤務〉、* 1933年）[321]。
  - クリス・クーパー（ アメリカ合衆国・ イタリア、野球〈投手。元イタリア代表選手〉、* 1978年）[322]
- 13日 - ジョー・ペピトーン（ アメリカ合衆国、野球〈ニューヨーク・ヤンキース、ヤクルトアトムズなど内・外野手〉、* 1940年）[323]
- 19日 - ナドベザ・ペーター（ ユーゴスラビア・ クロアチア、サッカー〈HNKシベニクにて選手・監督、元ユーゴスラビア代表選手〉、* 1942年）[324]
- 21日
  - ヤネス・ゴリシェク（ ユーゴスラビア・ スロベニア、スキージャンプ、* 1933年）[325]
  - ウィリス・リード（ アメリカ合衆国、バスケットボール〈ニューヨーク・ニックスなどでプレー〉、* 1942年）[326]

### 4月
- 1日 - ケン・ブキャナン（ スコットランド、ボクシング〈元WBA・WBC統一世界ライト級王者、国際ボクシング殿堂顕彰者〉、* 1945年）[327]
- 2日 - ブッチ・ミラー（ ニュージーランド、プロレス〈全日本プロレス、新日本プロレス、国際プロレスなど日本の主要団体に参戦、2015年にWWE殿堂入り〉、* 1944年）[328]
- 3日 - 藤吉次郎（神奈川県、スポーツアナウンサー（元テレビ東京アナウンサー、主にテニス中継の実況で活躍。1984年ロス五輪では閉会式の実況を担当）、* 1947年）[329]
- 13日 - クレイグ・ブリーン（ アイルランド、モータースポーツ〈ラリードライバー〉、* 1990年）[330]
- 20日 - 米倉健司（福岡県、ボクシング〈元東洋バンタム級王者、1956年メルボルン五輪フライ級代表、ヨネクラボクシングジム会長、元日本プロボクシング協会会長。ガッツ石松ら世界王者を5人育成〉、* 1934年）[331][332]
- 22日 - ハーブ・ダグラス（ アメリカ合衆国、陸上競技〈1948年ロンドンオリンピック走幅跳銅メダリスト〉、* 1922年）[333]
- 24日 - 出村文男（神奈川県、空手、* 1938年）[334]
- 25日 - ベラ・クレプキナ（ ソビエト連邦／ ロシア、陸上競技、1960年ローマオリンピック女子走幅跳金メダリスト〉、* 1933年）[335]
- 27日 - ディック・グロート（ アメリカ合衆国、野球・バスケットボール〈野球とバスケットボールの二刀流で活躍し、アメリカ大学野球殿堂（英語版）及び全米カレッジバスケットボール殿堂顕彰者となった唯一の競技者〉、* 1930年）[336]
- 29日 - ユリ・コロレフ（ ソビエト連邦/ ロシア、体操競技〈世界選手権の男子個人総合にて三度の優勝などソビエト社会主義共和国連邦のエースとして活躍した〉、* 1962年）[337]
- 30日
  - ラルフ・ボストン（ アメリカ合衆国、陸上競技〈1960年ローマオリンピック男子走幅跳金メダリスト〉、* 1939年）[338]
  - 石田博三（滋賀県、野球〈大阪タイガース外野手、株式会社阪神タイガース球団元管理部長〉、* 1939年）[339]

### 5月
- 2日 - トリ・ボウイ（ アメリカ合衆国、陸上競技〈2016年リオデジャネイロオリンピック女子4×100mR金メダリスト〉、* 1990年）[340]
- 9日 - 横田忠義（香川県、バレーボール〈旧日本リーグ・松下電器で活躍、男子日本代表として1972年ミュンヘン五輪で金メダルを獲得。後に女子日本代表の監督も務める〉、* 1947年）[341]
- 11日 - 中西太（香川県、野球〈元西鉄ライオンズ内野手、選手兼任監督で1963年にパシフィック・リーグ優勝。また日本ハムファイターズや阪神タイガースで監督を務める。1999年に野球殿堂入り〉、* 1933年）[342]
- 12日 - オーウェン・デビッドソン（ オーストラリア、テニス〈ビリー・ジーン・キング【 アメリカ合衆国】とのコンビで1967年の四大大会混合ダブルスを全て制覇する年間グランドスラムを達成〉、* 1943年）[343]
- 13日 - 池田（田中）敬子（広島県、体操競技〈1954年世界体操競技選手権女子平均台金メダリスト〉、* 1933年）[344]
- 14日
  - フェラン・オリベジャ（ スペイン、サッカー〈元同国代表選手、FCバルセロナなどでプレー〉、* 1936年）[345]
  - 毒島章一（群馬県、野球〈東映フライヤーズ外野手、西武ライオンズコーチ。900打席連続無併殺打のパシフィック・リーグ記録を現在も保持〉、* 1936年）[346]
- 16日 - マリーン・ヘギー（ アメリカ合衆国、ゴルフ〈USLPGA創始メンバーのひとり、USLPGAツアー通算26勝〉、* 1934年）[347]
- 17日 - スーパースター・ビリー・グラハム（ アメリカ合衆国、プロレス〈第7代WWWFヘビー級王者〉、* 1943年）[348]
- 18日 - ジム・ブラウン（ アメリカ合衆国、アメリカンフットボール〈クリーブランド・ブラウンズでプレー、プロフットボール殿堂顕彰者〉、* 1936年）[349]
- 22日 - ペギー・リー・レザー（ アメリカ合衆国、プロレス〈全日本女子プロレス、ジャパン女子プロレスに参戦経験あり〉、* 1959年）[350]
- 29日
  - 渡辺勉（宮城県、野球〈阪急ブレーブス内野手〉、* 1949年）[351]
  - 中島国章（京都府、野球スカウト、外国語通訳〈ヤクルトスワローズにて外国語通訳、読売ジャイアンツにてスカウトを務める〉、* 1952年）[352]
- 30日 - 植村義信（兵庫県、野球〈毎日オリオンズ投手として1956年に最高勝率投手のタイトルを獲得、オリオンズ、阪急ブレーブスで投手コーチ、日本ハムファイターズで投手コーチ・監督【1984年】を務める〉、* 1935年）[353]
- 31日 - マイケル・マクファーレン（ イギリス、陸上競技〈1988年ソウルオリンピック4x100mリレー銀メダリスト〉、* 1960年）[354]

### 6月
- 3日 - ジム・ハインズ（ アメリカ合衆国、陸上競技／アメリカンフットボール〈1968年メキシコシティーオリンピック男子100m金メダリスト。“人類史上初の10秒の壁を破った男”と云われる。またプロフットボール選手【マイアミ・ドルフィンズなど2球団所属】としても公式戦出場経験を持つ〉、* 1946年）[355]
- 7日 - コシロ・バジリ（ イラン、プロレス〈「アイアン・シーク」のリングネームでも活躍し、第9代WWFヘビー級王者となる。また新日本プロレスにも参戦した〉、* 1942年）[356][357]
- 12日
  - 杉下茂（東京都、野球〈元中日ドラゴンズ、毎日大映オリオンズ投手、中日ドラゴンズ、阪神タイガース監督、読売ジャイアンツ、西武ライオンズ投手コーチ。フォークボールの神様と呼ばれる。1985年に野球殿堂入り〉、* 1925年）[358]
  - ビャチェスラフ・ザイツェフ（ ソビエト連邦／ ロシア、バレーボール〈旧ソビエト連邦代表の正セッターとして活躍し、1980年モスクワオリンピック金メダルを獲得、猫田勝敏【 日本、1983年没】と比肩される20世紀の名選手〉、* 1952年）[359]
- 15日 - ゴードン・マックイーン（ スコットランド、サッカー〈元同国代表選手、マンチェスター・ユナイテッドFCなどでプレー〉、* 1952年）[360]
- 16日 - 北別府学（鹿児島県、野球〈元広島東洋カープ投手・コーチ。同球団初の200勝投手。2012年に野球殿堂入り〉、* 1957年）[361]
- 22日 - 27代木村庄之助（熊谷宗吉）（岩手県、大相撲〈立行司【23代式守伊之助、27代木村庄之助】を1977年11月場所から1990年11月場所まで23年務める〉、* 1925年）[362]
- 24日 - ディーン・スミス（ アメリカ合衆国、陸上競技〈1952年ヘルシンキオリンピック4x100mリレー金メダリスト〉、* 1932年）[363]
- 25日 - 山崎正（東京都、スポーツアナウンサー（元仙台放送・中京テレビ・テレビ朝日アナウンサー。テレビ朝日在籍時には『大相撲ダイジェスト』の司会、また1992年バルセロナ五輪女子マラソンでは有森裕子の銀メダル獲得の瞬間を実況。スポーツ実況以外にも『ANNニュースファイナル』など報道番組でも活躍）、* 1944年）[364][365]

### 7月
- 1日 - 西村欣也（大阪府、スポーツジャーナリスト〈朝日新聞社東京本社運動部記者を経て編集委員を務める〉、* 1956年）[366]
- 2日 - 浜田安則（鹿児島県、陸上競技（高校教諭の傍ら1万メートルやマラソンで活躍。現役引退後は実業団の京セラなどで監督を務める）、* 1946年）[367]
- 4日 - 吉田正彦（東京府、バスケットボール〈日本鋼管などでプレー、元バスケットボール男子日本代表選手・ヘッドコーチ〉、* 1941年）[368]
- 7日 - 久保友之（高知県、野球〈大阪タイガース元投手、元セントラル野球連盟審判員〉、* 1937年）[369]
- 9日 - 若林仁（メル・若林）（ カナダ、アイスホッケー〈西武鉄道でプレー、日本代表監督や日本アイスホッケー連盟副会長を歴任〉、* 1943年）[370][371]
- 10日 - 奥平真治（青森県、競馬〈日本中央競馬会元調教師、GI優勝のメジロラモーヌやメジロライアンなどを管理〉、* 1936年）[372]
- 11日 - マイク・ハラック（ アメリカ合衆国、プロレス〈日本遠征経験こそないが、WWEなどで活動した〉、* 1968年）[373]
- 17日 - バンデルレイ・エウスタキオ・デ・オリヴェイラ（ ブラジル、サッカー〈「パリーニャ」のニックネームでコリンチャンス、サントスFCなどでプレーし、同国代表として国際Aマッチ16試合出場〉、* 1950年）[374]
- 18日 - 横田慎太郎（鹿児島県、野球〈阪神タイガース元外野手。YouTuberとしても活動〉、* 1995年）[375]
- 24日
  - トレヴァー・フランシス（ イングランド、サッカー〈元同国代表、バーミンガム・シティ、ノッティンガム・フォレストでプレー〉、* 1954年）[376]
  - 三浦貴（埼玉県、野球〈読売ジャイアンツ元投手・外野手、西武ライオンズ元外野手〉、* 1978年）[377]
- 28日 - 服部利之（京都府、競馬（日本中央競馬会調教師。通算209勝。主な管理馬にJpnI・南部杯を3連覇したブルーコンコルドなど）、* 1958年）[378]

### 8月
- 6日 - ヴェニアミン・マンドリキン（ ソビエト連邦／ ロシア、サッカー〈CSKAモスクワなどでプレー、元同国代表〉、* 1981年）[379]
- 8日 - フェデリコ・バーモンテス（ スペイン、自転車競技〈1959年ツール・ド・フランス総合優勝〉、* 1928年）[380]
- 14日 - ボリス・ドゥブロフスキー（ ソビエト連邦／ ロシア、ボート競技〈1964年東京オリンピックダブルスカル金メダリスト〉、* 1939年）[381]
- 17日
  - ジョン・デビット（英語版）（ オーストラリア、競泳〈1956年メルボルン五輪4×200m自由形リレー、1960年ローマ五輪100m自由形金メダリスト。2000年シドニー五輪の招致に関わる〉、* 1937年）[382]
  - ギジェルモ・ティモネル（ スペイン、自転車競技、* 1926年）[383]
- 18日 - 山本公士（熊本県、野球〈元阪急ブレーブス外野手。1966年にパ・リーグ盗塁王を獲得〉、* 1942年）[384]
- 20日
  - 左海誠二（長崎県、競馬〈千葉県競馬組合調教師・元騎手。騎手時代は地方競馬通算2176勝、また中央競馬でも重賞3勝を含む9勝を記録〉、* 1975年）[385][386]
  - 金子勝彦（神奈川県、スポーツアナウンサー〈元毎日放送・東京12チャンネル（現・テレビ東京）アナウンサー。『三菱ダイヤモンド・サッカー』を始めとするサッカー実況の第一人者として知られる。2012年に放送界で初めて「日本サッカー殿堂」入りを果たす〉、* 1934年）[387]
- 22日 - 古沢憲司（愛媛県、野球〈元阪神タイガース、西武ライオンズ投手。戦後最年少となる16歳117日で一軍公式戦出場〉、* 1948年）[388]
- 23日 - テリー・ファンク（ アメリカ合衆国、プロレス〈兄であるドリー・ファンク・ジュニアとのタッグチーム「ザ・ファンクス」で活躍、NWA世界ヘビー級王座など数々のタイトルを獲得。また、漫画『キン肉マン』のキャラクター「テリーマン」のモデルとしても有名〉、* 1944年）[389][390]
- 24日 - ウィンダム・ロタンダ（ アメリカ合衆国、プロレス〈マイク・ロトンドの子息、ブレイ・ワイアットのリングネームでWWEなどで活躍〉、* 1987年）[391][392]

### 9月
- 2日 - サリフ・ケイタ（ マリ、サッカー〈オリンピック・マルセイユなどでプレー、元同国代表、マリ共和国サッカー連盟会長などを務める〉、* 1946年）[393]
- 5日（死去判明日） - フィリップ・ミナリク（ チェコ、競馬（元騎手。ドイツで4度のリーディング・ジョッキーに輝き通算1669勝を記録。また日本のJRAでも29勝を記録。2020年の落馬事故により騎手を引退）、* 1975年）[394]
- 9日 - 平野光泰（大阪府、野球〈元近鉄バファローズ外野手。1979年・80年のパシフィック・リーグ連覇に貢献。同時にダイヤモンドグラブ賞（現・ゴールデングラブ賞）を獲得。1980年の日本シリーズでは優秀選手賞を受賞〉、* 1949年）[395]
- 21日 - バレウスカ・オリベイラ（ ブラジル、バレーボール〈レクソーナ・アデスなどでプレー、同国女子代表として2008年北京五輪にて金メダルを獲得〉、* 1979年）[396]
- 26日 - ブルックス・ロビンソン（ アメリカ合衆国、野球〈元ボルチモア・オリオールズ内野手、1983年に米国野球殿堂入り〉、* 1937年）[397]

### 10月
- 1日 - ティム・ウェイクフィールド（ アメリカ合衆国、野球〈元ピッツバーグ・パイレーツ内野手・投手、ボストン・レッドソックス投手。ナックルボールを武器に通算200勝を挙げる。2004年のワールドシリーズ制覇にも貢献〉、* 1966年）[398]
- 10日 - 中利夫（群馬県、野球〈元中日ドラゴンズ外野手、監督〉、* 1936年）[399]
- 11日 - 住友平（大阪府、野球〈元阪急ブレーブス内野手、日本ハムファイターズなどコーチ。1967年にNPB唯一の無補殺三重殺を達成〉、* 1943年）[400]
- 15日 - オレーク・アントロポフ（ ソビエト連邦/ ラトビア、バレーボール〈ソビエト連邦代表として1968年メキシコシティ五輪にて金メダルを獲得〉、* 1947年）[401]
- 19日 - アンフィサ・レスツォワ、（ ソビエト連邦/ ロシア、バイアスロン、クロスカントリースキー〈オリンピック3大会出場、ソビエト連邦代表として1988年カルガリー五輪クロスカントリー女子4×5kmリレー、独立国家共同体代表として1992年アルベールビル五輪バイアスロン女子7.5km、ロシア連邦代表として1994年リレハンメル五輪バイアスロン女子4×7.5kmリレーにてそれぞれ金メダルを獲得〉、* 1964年）[402]
- 21日
  - ボビー・チャールトン（ イングランド、サッカー（マンチェスター・ユナイテッドでプレー、元イングランド代表として1966年ワールドカップの優勝に貢献。またJヴィレッジの名付け親としても知られる）、* 1937年）[403]
  - ベッツィー・ロールズ（ アメリカ合衆国、ゴルフ〈アメリカ女子プロゴルフツアー（LPGA）で活躍、LPGAメジャー大会通算8勝、世界ゴルフ殿堂顕彰者〉、* 1928年）[404]
- 22日（訃報発表日） - 佐川真勝（東京府【現・東京都】、野球〈日本大学明誠高等学校硬式野球部元監督〉、* 1935年）[405]
- 26日 - ビンゴ・スミス（ アメリカ合衆国、バスケットボール〈NBAのクリーブランド・キャバリアーズほかでプレー〉、（* 1946年）[406]
- 27日 - ヴィクトル・ママトフ（ ソビエト連邦/ ロシア、バイアスロン〈1968年グルノーブル五輪・1972年札幌五輪4×7.5kmリレー金メダリスト〉、* 1937年）[407]
- 30日 - フランク・ハワード（ アメリカ合衆国、野球〈MLB・ロサンゼルス・ドジャース／ワシントン・セネタース、NPB・太平洋クラブライオンズで外野手としてプレー、監督としてサンディエゴ・パドレス及びニューヨーク・メッツにて指揮を執った〉、* 1936年）[408]
- 31日 - オレグ・プロトポポフ、（ ソビエト連邦/ ロシア、フィギュアスケート〈1964年インスブルック五輪及び1968年グルノーブル五輪にてリュドミラ・ベルソワとのペアにて2大会連続で金メダルを獲得〉、（* 1932年）[409]

### 11月
- 2日
  - ユッタ・ミュラー（ 東ドイツ、フィギュアスケート〈指導者としてアネット・ペッチ、カタリナ・ヴィットらを育成〉、* 1928年）[410]
  - ウォルター・デイビス（ アメリカ合衆国、バスケットボール〈フェニックス・サンズなどでプレー、またアマチュア時代にはアメリカ合衆国代表として1976年モントリオールオリンピックに出場して金メダルを獲得〉、* 1954年）[411]
  - 四代目朝潮太郎（高知県、相撲〈元大関、現役引退後に11代若松を経て7代高砂を襲名し、高砂部屋師匠親方として第68代横綱朝青龍明徳らを育成〉、* 1955年）[412]
- 11日 - ラファエル・ドワミーナ（ ガーナ、サッカー〈レッドブル・ザルツブルクなどでプレー、元同国代表〉、* 1995年）[413]
- 16日 - ジョニー・グリーン（ アメリカ合衆国、バスケットボール〈ニューヨーク・ニックスなど6球団にてプレー〉、* 1933年）[414]
- 17日 - アンリ・スタンブリ、（ フランス、サッカー〈選手としてオリンピック・マルセイユなどでプレー、指導者としてトーゴ代表、マリ代表の監督を務める〉、* 1961年）[415]
- 18日 - ルート・ヘールス（ オランダ、サッカー〈フェイエノールト、アヤックスなど7チームでプレー、元同国代表として20試合出場〉、* 1948年）[416]
- 20日 - ウィリー・ヘルナンデス（ プエルトリコ、野球〈シカゴ・カブスなど3球団で投手としてプレー〉、* 1954年）[417]
- 26日 - 榊原良行（静岡県、野球〈阪神タイガース、日本ハムファイターズで内野手としてプレー、指導者として台湾プロ野球の兄弟エレファンツなどでコーチを務める〉、* 1949年）[418]
- 29日 - 野口泰弘（大阪府、バレーボール（1972年ミュンヘン五輪金メダリスト。松下電器（現・パナソニック）でアタッカーとしても活躍）、* 1946年）[419]

### 12月
- 1日 - 迫田穆成（広島県、野球〈広島県立広島商業高等学校野球部で選手及び監督として全国制覇、達川光男、金光興二らを指導育成。また晩年まで広島県立竹原高等学校野球部監督を務めた〉、* 1939年）[420]
- 5日 - 伊藤義郎（北海道、スキー〈実業家の傍ら全日本スキー連盟会長、国際スキー連盟（現・国際スキー・スノーボード連盟）副会長を歴任。また1972年札幌五輪の誘致にも尽力し、スキー競技の運営本部長も務める〉、* 1926年）[421][422]
- 7日 - 宮本（現姓・寺山）恵美子（和歌山県、バレーボール〈日紡貝塚（後のユニチカ・フェニックス）で活躍。バレーボール日本女子代表選手として1964年東京五輪金メダルを獲得、「東洋の魔女」の1人でもあった。〉、 * 1937年）[423]
- 8日（訃報報告日） - 巖虎寛一（熊本県、相撲〈現役時代は春日野部屋所属、最高位は東前頭7枚目〉、* 1948年）[424]
- 11日 - 木戸修（神奈川県、プロレス〈日本プロレス、新日本プロレス、第1期UWFにそれぞれ所属。前田日明とのコンビで第2代IWGPタッグ王者に輝く。プロゴルファーの木戸愛の実父〉、* 1950年）[425]
- 12日 - 長谷川弘（静岡県、モータースポーツ〈オートバイレーサー〉、* 1934年）[426][427]
- 13日 - アントニオ・ジュリアーノ（ イタリア、サッカー〈SSCナポリで長くプレー、元同国代表〉、* 1943年）[428]
- 14日 - ジョージ・マクギニス（ アメリカ合衆国、バスケットボール〈NBA・インディアナ・ペイサーズなどでプレー、バスケットボール殿堂顕彰者〉、* 1950年）[429]
- 17日 - 寺尾常史（鹿児島県、相撲〈現役時代は井筒部屋所属、最高位は関脇、現役引退後は年寄20代錣山を襲名し、井筒部屋から独立して錣山部屋を興して師匠を務めた〉、* 1963年）[430]
- 25日 - 木戸美摸（兵庫県、野球（元読売ジャイアンツ投手。現役引退後は一軍投手コーチ、三軍監督、選手寮長、スカウトなどを歴任）、* 1937年）[431]
- 29日 - キラー・カーン（新潟県、プロレス〈本名・小澤正志。NWAやWWFでモンゴリアンスタイルで人気を博し、日本でも新日本プロレスやジャパンプロレスに参加〉、* 1947年）[432]